# Douala
Pour les articles homonymes, voir Douala (homonymie).
Douala est la capitale économique et le principal centre d'affaires du Cameroun. Peuplée de 4,9 millions d’habitants,, elle est l'une des deux plus grandes villes du pays avec la capitale politique Yaoundé. La ville se développe à partir de son port de commerce sur l'estuaire du fleuve Wouri ouvert sur le golfe de Guinée. Chef-lieu de la région du Littoral et du département du Wouri, elle a le statut de communauté urbaine constituée de six communes d'arrondissement.
Douala est une mosaïque des différentes ethnies de toutes les régions du Cameroun.

## Géographie
|  |  |

### Situation
Site portuaire situé sur le rivage de l'océan Atlantique, au fond du golfe de Guinée et à l'embouchure du fleuve Wouri, Douala abrite le plus grand port du pays, et l'un des plus importants d'Afrique centrale. La ville s'étend sur les deux rives du fleuve. Depuis octobre 2017, un second pont s'étend sur le fleuve pour en relier les deux rives.

### Climat
Le climat de Douala est de type équatorial : il se caractérise par une température à peu près constante, autour de 26 °C et des précipitations très abondantes, particulièrement pendant la saison des pluies, de juin à octobre. L'air est presque constamment saturé d'humidité : 99 % d'humidité relative en saison des pluies mais 80 % en saison sèche « relative », d'octobre à mai.
Ces précipitations sont à l'origine de fréquentes inondations, qui contribuent en outre au développement de maladies telles que le choléra ou le paludisme. Pour remédier à ces difficultés, un projet de drainage des eaux pluviales et d’aménagement de plusieurs quartiers riverains des drains a été lancé en 2019. Ces drains sont des poubelles remplies de plastique et sont peu curées. Ce qui ne ralenti pas les inondations qui paralysent la ville toutes les années depuis 2000.

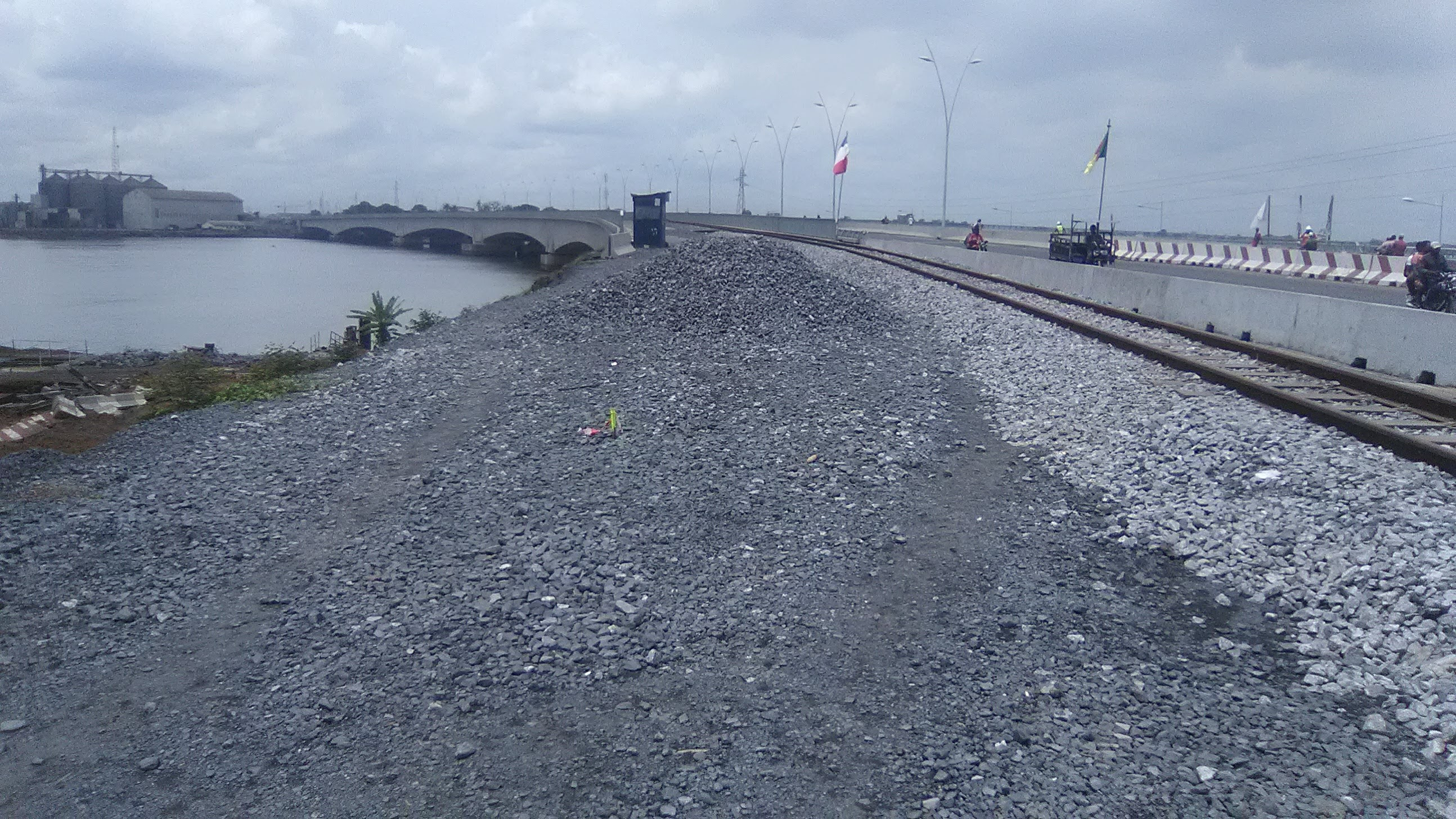
Nouveau pont sur le Wouri.

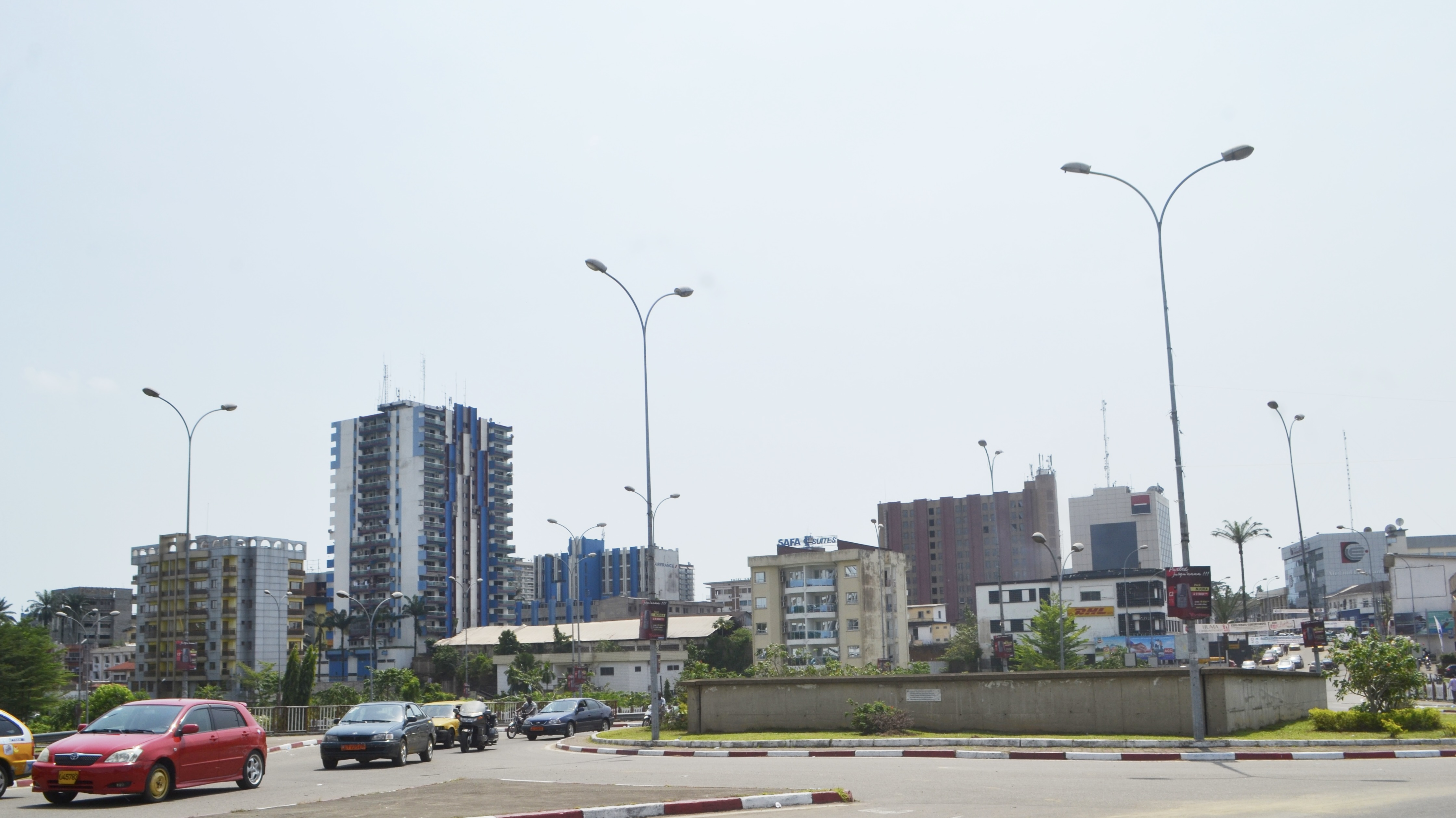
Vue du quartier Bonanjo.

Canal de drainage (2020).
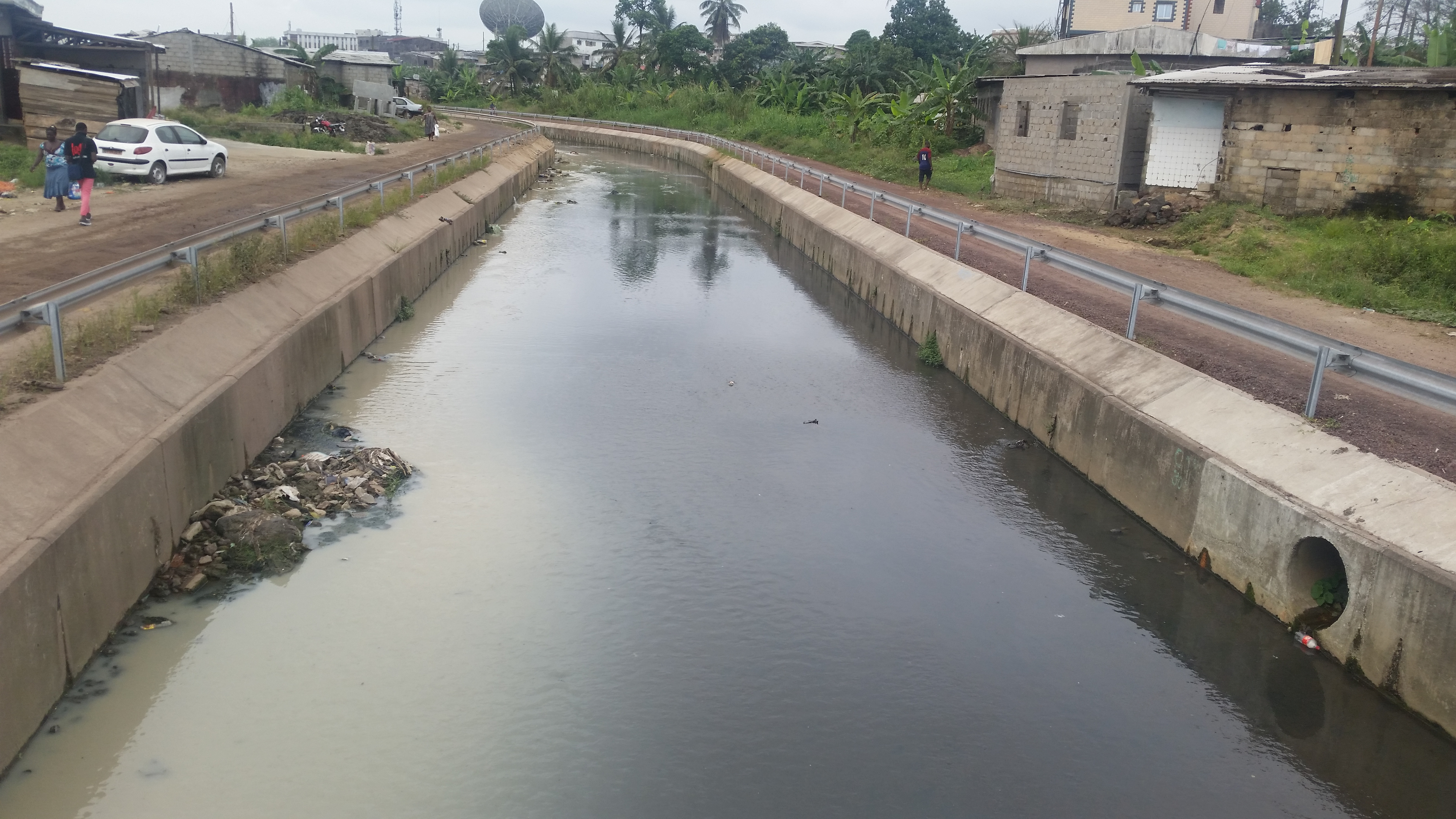
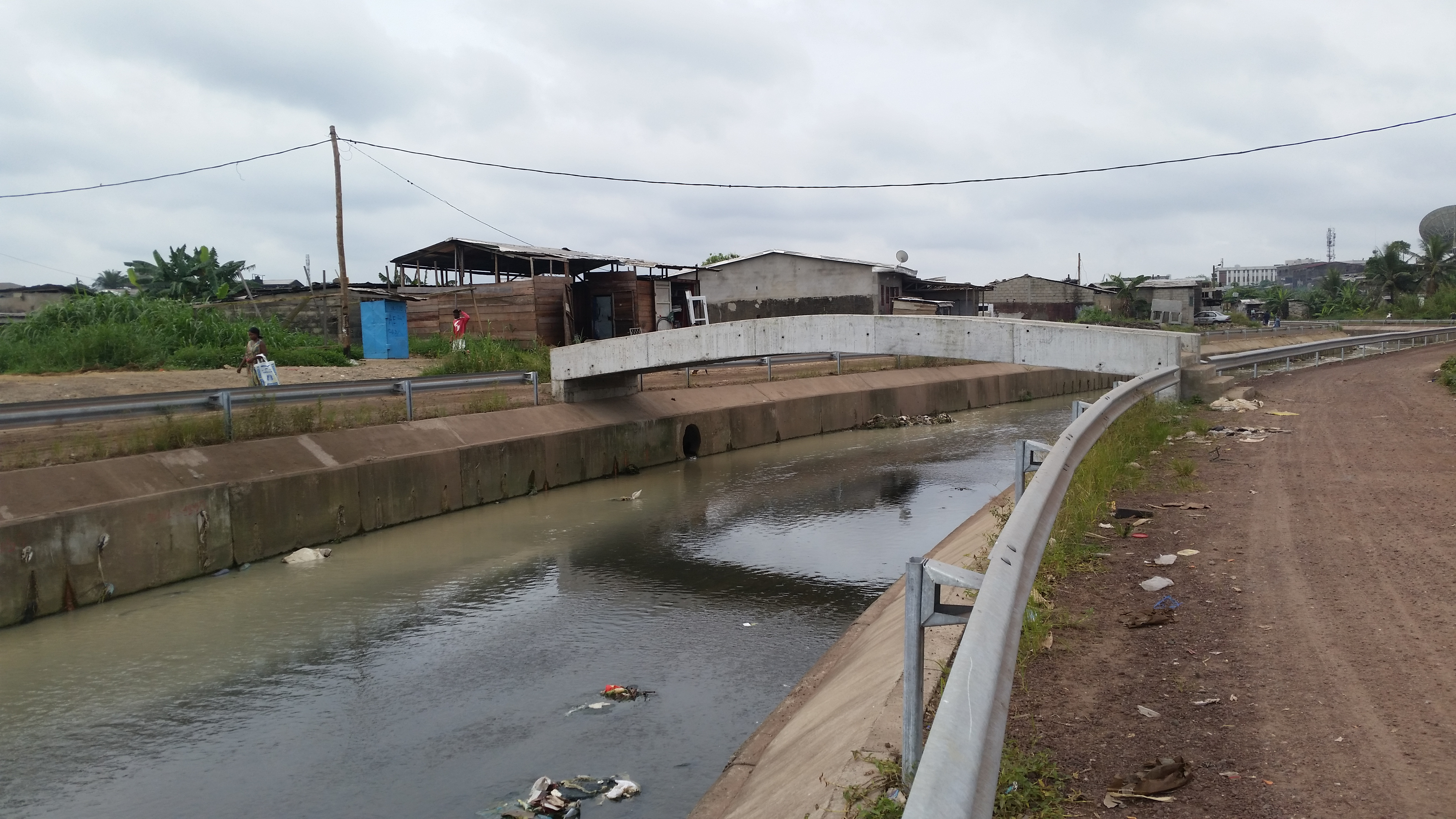
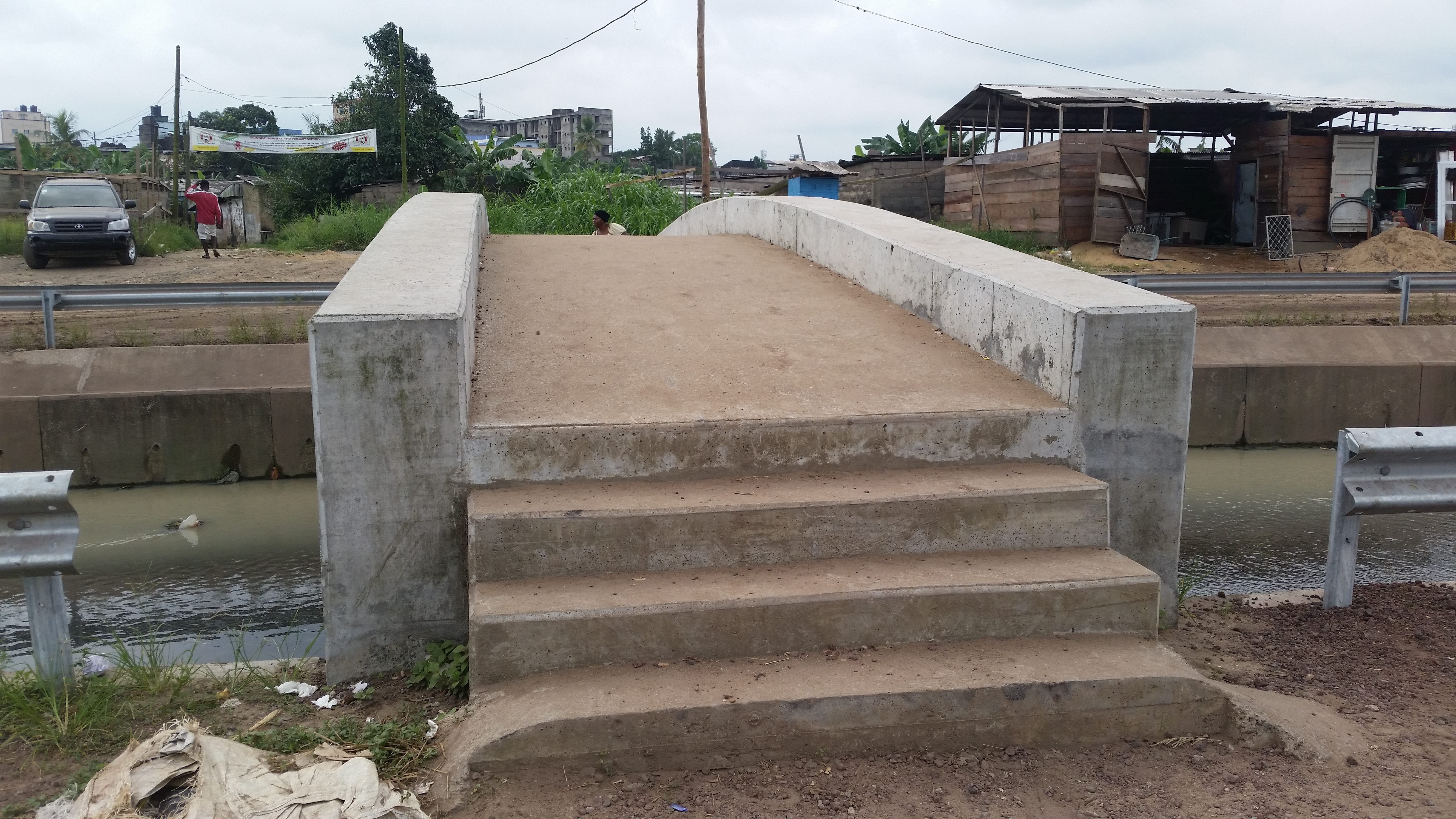

| Mois                              | jan. | fév. | mars | avril | mai  | juin | jui. | août | sep. | oct. | nov. | déc. | année |
| --------------------------------- | ---- | ---- | ---- | ----- | ---- | ---- | ---- | ---- | ---- | ---- | ---- | ---- | ----- |
| Température minimale moyenne (°C) | 24,2 | 24,5 | 24,4 | 24,3  | 24   | 23,3 | 22,8 | 22,7 | 22,8 | 23,1 | 23,5 | 24,1 | 23,6  |
| Température maximale moyenne (°C) | 29,9 | 30,1 | 29,9 | 29,6  | 29,1 | 27,8 | 27   | 26,8 | 27,5 | 28,1 | 28,8 | 29,5 | 28,7  |
| Précipitations (mm)               | 82   | 107  | 227  | 294   | 313  | 310  | 370  | 358  | 352  | 377  | 271  | 113  | 3 174 |

## Toponymie
Pour le commun des habitants de Douala, le nom de cette cité est une altération phonétique d’Ewalé, nom de l’ancêtre éponyme des Duala.
Cette version est contestée par Ebélé Wei, qui dans l’ouvrage Paradis tabou, autopsie d’une culture assassinée, professe : « La ville de Douala qui (…) porte officiellement son nom actuel depuis le décret colonial allemand du 1er janvier 1901, le portait déjà rituellement depuis 1578 par la grâce de son fondateur Ewalé quand celui-ci installa son peuple au bord du Wouri, en un lieu qu’il baptisa péremptoirement Madu M’Ewalé ou l’embouchure d’Ewalé (situé entre l’estuaire et le plateau Joss, et plus tard étendu vers l’Aqua Beach, aux alentours de Bonamouti. Madu M’Ewalé progressivement simplifié en Madumwalé, puis en Madumalé, est la forme plurielle de Dul’Ewalé, simplifié en Duwalé qui par la « faute » du génitif A de Duwal’A Mbedi est devenu Duala. Dès lors, l’on peut considérer comme une anecdote ou un simple jeu de mots l’hypothèse situant l’étymologie de Duala à l’exclamation « Dua, Ala! » (« Démarre, vas-y ! ») qui n’a rien à voir avec le débarquement des fils d’Ewalé et encore moins avec le patronyme de l’ancêtre donné au site par voie de baptême ».

## Histoire
L'histoire de Douala, comme celle du Cameroun et d'une grande partie de l'Afrique s'est transmise dans l'oralité, elle nous est connue par des témoignages écrits extérieurs, très rares avant le XVe siècle.
Au IVe siècle av. J.-C., un explorateur carthaginois du nom de Hannon longe les côtes africaines, découvre de hautes montagnes en éruption qu'il nomme, « Char des dieux », puis une baie qu'il appelle « corne du Sud ». Hannon aurait ainsi découvert le mont Cameroun. On doute aujourd'hui que les Carthaginois soient allés aussi loin.
Entre les Xe et XIIIe siècles, certaines communautés (les bakokos et les bassas), auraient résidé à Ngog Lipondo (en bakoko) ou Ngog Lituba (en bassa) avant de descendre jusqu'aux berges du fleuve Wouri dans la région du Littoral.
Au XVe siècle, en 1472, des explorateurs portugais conduits par Fernâo do Po reconnaissent la côte de l'actuel Cameroun. Ils découvrent notamment une grande montagne, puis l'estuaire d'un fleuve doté d'une grande population de crevettes. Ils baptisent la montagne Serra de Fernao do Po et le fleuve Rio dos Camarões (Rivière des crevettes). Ils auraient ainsi reconnu le Mont Cameroun et l'estuaire du Wouri, le fleuve qui traverse Douala.
Les Espagnols arrivent plus tard et délogent les Portugais mais adoptent le nom donné par ces derniers, l'adaptant en espagnol : Rio de Camarones.
L'historien catholique, Engelbert Mveng situe l'installation du groupe Douala sur les rives du Wouri en 1706. Pour Ebelé Wéi, les Douala, partis du bassin du Congo, s'installent en 1578 non loin de l’estuaire. Les nouveaux arrivants trouvent sur place deux autres peuples, les Bakoko  et les Bassa.
L’« estuaire des crevettes » est sans doute le Wouri (dérivé du nom Ewoli/Ewodi), car l'espèce de crevettes dite mbeatoe (Callianassa Turnerana White) remonte l'estuaire tous les trois à cinq ans et envahit le fleuve, phénomène très surprenant.
Les Portugais s'installent au large, dans l’île de Bioko, qu’ils baptisent Fernando Poo, et délaissent la côte.
Jusqu'au XIXe siècle, la plupart des Européens qui viennent au Cameroun sont des commerçants, notamment des Portugais, des Espagnols, des Hollandais, des Français, des Anglais et des Allemands. Ils achètent de l’ivoire, du caoutchouc, des esclaves (…) en échange d’alcool, de produits manufacturés, de poudre (…) aux habitants de la région côtière qui leur servent d'intermédiaires avec l'intérieur du pays. Cette situation dure jusqu’à la colonisation du Cameroun par les Allemands en 1884.
En 1840, l'Anglais Thomas Buxton prend la tête d'une expédition britannique vers les côtes ouest-africaines. Il est accompagné entre autres par le pasteur jamaïcain John Clarke et son compatriote le Dr G.K. Prince. Le 1er janvier 1841, l'expédition de T. Buxton fait une escale à Fernando Po (Malabo : actuelle capitale de la Guinée équatoriale). Mais compte tenu des circonstances assez favorables pour leur mission d'évangélisation, l'expédition décide de s'établir sur l'île. De là, le pasteur Clarke et le Dr Prince pénètrent en amont de l'estuaire. C'est ainsi qu'ils établissent les premiers contacts avec les riverains. Les Anglais rebaptisent le Rio de Camarones Cameroons Town.
Une fois retournés en Angleterre, Clarke et Prince recrutent pour la prochaine mission africaine. Parmi les recrues, un dessinateur des docks de l'Amirauté de Dovonport, Alfred Saker.
En février 1844, arrivé à Fernando Po, Alfred Saker opère sa première conversion en la personne de Thomas Horton Johnson. Ce dernier l'accompagne l'année suivante dans sa première mission de pasteur africain du Béthel à Cameroons Town. Le 16 juin 1845, Alfred Saker et Johnson s'établissent sur les terres de King Akwa, à l'endroit où se trouve aujourd'hui le temple du centenaire, à Douala. Au même moment, Joseph Jackson Fuller arrive à Fernando Po en provenance de la Jamaïque, et apporte vite une contribution décisive à la « Mission Afrique ».
En 1872, se servant des travaux du révérend jamaïcain Joseph Merrick sur la grammaire de la langue Isubu, Alfred Saker traduit les saintes Écritures en langue douala.

### Colonisation allemande

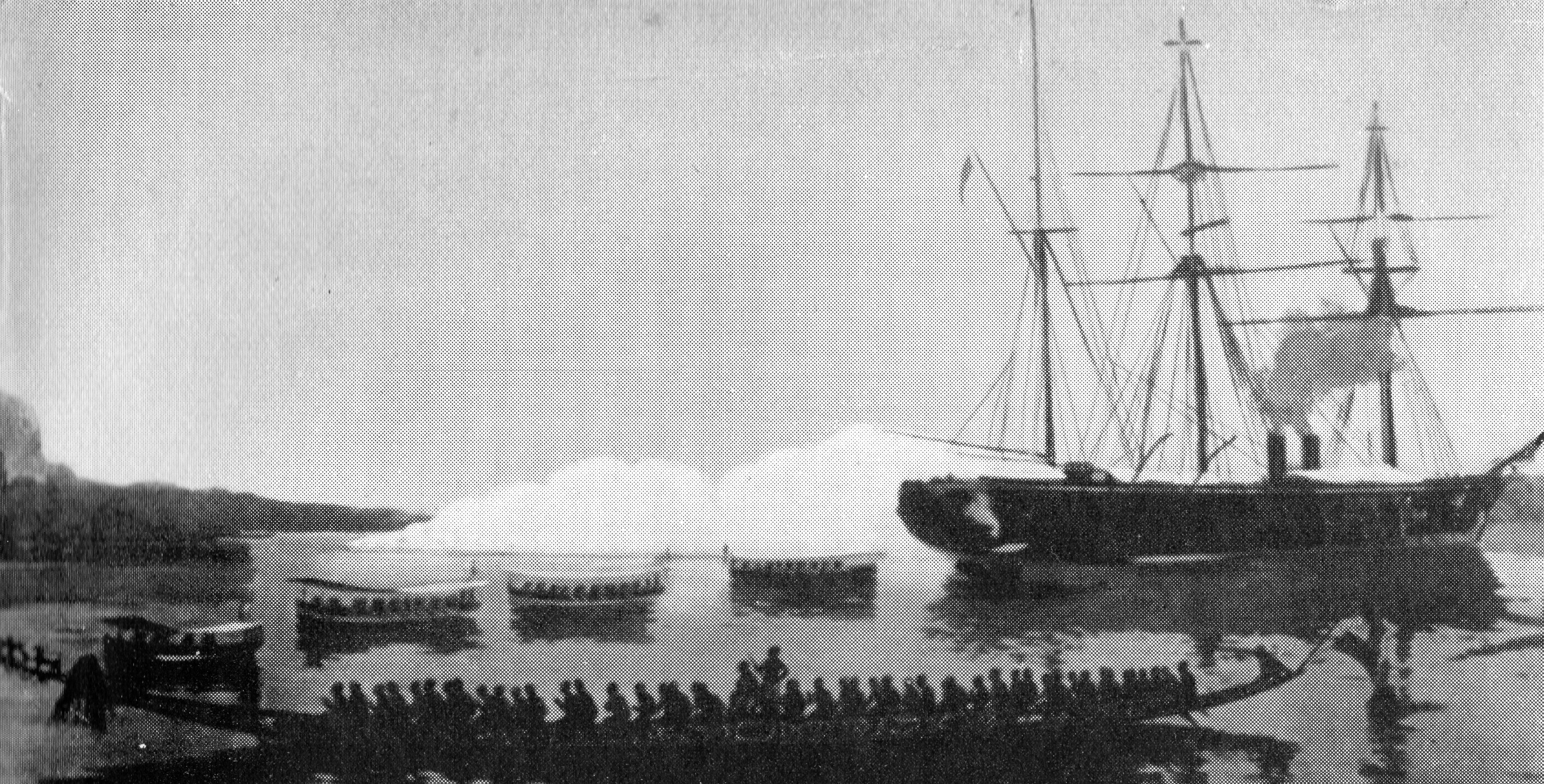
La corvette allemande SMS Olga durant la canonnade de Hickorytown (aujourd'hui Douala) le 21 décembre 1884.

Le 12 juillet 1884, un traité de protectorat est signé avec les rois Douala, négocié par le Dr E. Schmidt, le représentant de la firme allemande Woermann-Linie.
Le 14 juillet 1884, l'explorateur allemand Gustav Nachtigal, exerçant comme Consul de son pays en Afrique du Nord, débarque dans l'estuaire de Cameroons Town pour prendre possession du territoire. Le drapeau de l'Empire allemand est hissé sur Bell Town, en présence des représentants d'autres communautés douala, comme Akwa Town, Hickory Town et Deido Town, plus précisément sur le plateau Joss. La ville, qui compte à peine 30 000 habitants, devient sous le nom allemand de Kamerunstadt la capitale du pays de 1885 à 1901.

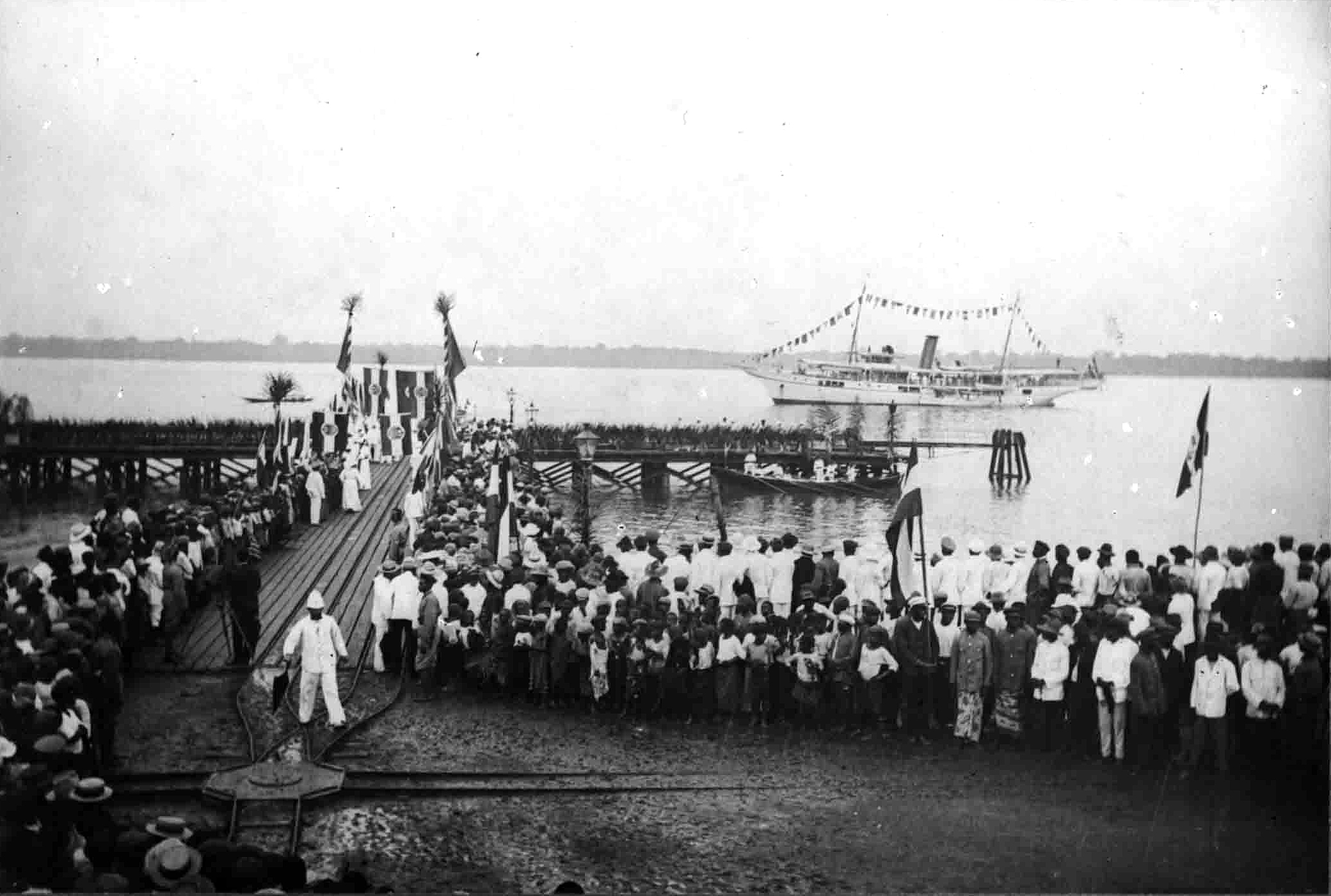
Jetée du port de Douala (vers 1905).

En 1888, Théodor Christaller fonde la première école sur le plateau Joss, sur le site de l'actuel Douala.
Le 1er janvier 1901, par décret du gouverneur allemand, la ville devient Douala. Le nom d'origine, Kamerunstadt, est transmis à l'ensemble du pays. Par ailleurs, la capitale est transférée à Buéa jusqu'en 1908, date à laquelle elle revient à Douala, pour repartir à Yaoundé en 1910.
En 1905, une pagode est construite à Bonanjo, quartier de la ville, par le roi August Manga Ndoumbe. Il s'agit toujours d'un monument emblématique de la ville : c'est le Palais des rois Bell.
Un différend d'interprétation du traité de 1884 entre les rois Douala Manga Bell (August Manga Ndoumbe, décédé vers 1910), Dika Mpondo Akwa et les autorités allemandes, relatif à des questions foncières ayant entraîné des expropriations, conduit le roi à fomenter des émeutes en 1910. Par la suite, les autorités traditionnelles tentent de soulever le reste du Cameroun contre les autorités allemandes. Le 8 août 1914, au terme d'un long procès, le roi du peuple douala, Rudolf Douala Manga Bell, principal instigateur du complot anti-allemand, et son secrétaire Ngosso Din, sont condamnés à mort et pendus.

### Colonisation française
Lorsqu’éclate la Première Guerre mondiale, les troupes alliées envahissent le Cameroun. Le 27 septembre 1914, un détachement français appuyé par des navires britanniques sous les ordres du général Charles Dobell et français prennent la ville. Le corps expéditionnaire franco-britannique l'occupe jusqu'au 2 avril 1916, date à laquelle les troupes britanniques se retirent. Durant la Première Guerre mondiale, les Français et les Britanniques implantent leur base arrière dans le village de Suellaba, près de Douala. Conquis par les armées britanniques et françaises au cours de la Grande Guerre, le Cameroun allemand est fragmenté à l'issue de celle-ci en un Cameroun britannique et un Cameroun français, dont Douala fait partie.
En 1927, la ligne de chemin de fer du centre relie Douala à Yaoundé. La même année est également construite une halle commerciale au bord de la Besseke, afin de centraliser le commerce et de mieux prélever les taxes.
Lors de la Seconde Guerre mondiale, les autorités camerounaises restent d'abord fidèles à l'État français. Au cours de la nuit du 25 au 26 août 1940, le capitaine Leclerc et ses 22 hommes débarquent dans les marais de Douala et rallient le détachement du capitaine Louis Dio (armée française régulière du Cameroun) à la cause de la France libre. Celui-ci revenait de Fort-Lamy (N'Djamena) avec un détachement de tirailleurs sénégalais.
En septembre 1945, dans la ville, des colons ouvrent le feu sur une manifestation de grévistes la faisant dégénérer en émeute. Les affrontements s'étendent et un avion sera même utilisé pour mitrailler les émeutiers. Officiellement, selon les autorités coloniales, le bilan serait de 8 morts et 20 blessés mais, selon l'historien Richard Joseph, ce bilan serait très inférieur à la réalité et les morts se compteraient en dizaines.
C'est principalement à Douala que s'organisent après 1945 les premiers syndicats du Cameroun. C'est également à Douala qu'est fondé l'Union des populations du Cameroun (UPC) en 1948. Dans les années 1950, le chef de la région de Douala Léon Salasc s'emploie à neutraliser toute contestation à travers une surveillance généralisée de la population. André Bovar, le président de l'Assemblée territoriale du Cameroun, précise : « Léon Salasc tenait la ville tout à fait en main. Il avait un service de renseignement très au point. Au point de savoir, parmi les Européens, qui couchait avec qui. Quand un Européen protestait, il lui disait : on sait que vous avez couché avec un tel. Le gars se calmait. » 
Comme d'autres villes camerounaises, Douala est le théâtre en mai 1955 de manifestations contre l’arrestation de militants indépendantistes. Une fusillade autour de la prison provoque, selon les chiffres de la gendarmerie, sept morts et une soixantaine de blessés parmi les manifestants. Le siège de l'Union des populations du Cameroun (UPC) est incendié peu après.

### Post-indépendance
Le gouvernement central de Yaoundé aurait alors « fermé le robinet des crédits » à Douala, et modifié la loi de finance dès 1996 pour centraliser au niveau de l'État les recettes municipales de Douala. Ainsi, entre 1996 et 2001, la ville de Douala n'aurait reçu que de petites parties du budget qui lui était dévolu (par exemple, pour l'exercice 1999-2000, la ville n'aurait reçu que 800 millions de francs CFA sur son budget de 69 milliards). La suspension du budget municipal aurait rendu impossible l'entretien de la voirie, et causé sa dégradation. Les routes de la ville, non revêtues et non entretenues, se seraient ainsi fortement dégradées, rendant certains quartiers inaccessibles en voiture pendant la saison des pluies. Il en aurait été de même pour l'adduction d'eau et les caniveaux. Cela aurait d'ailleurs participé à engendrer l'épidémie de choléra qui est apparue dans la ville en 2004. Cette mauvaise voirie aurait engendré le développement des Bensikins, les taxis-motos de Douala. Cependant, depuis la victoire du RDPC (parti présidentiel) aux élections municipales et législatives de 2002, de nombreux travaux de réfection de la voirie auraient été mis en œuvre.[réf. nécessaire]
Douala se trouve régulièrement en opposition avec le pouvoir en place dans les années 1990. En 1991, une opération ville morte aboutit à des élections présidentielles anticipées. John Fru Ndi, alors principal opposant au régime, arrive en tête du scrutin présidentiel de 1992 à Douala. Son parti, le Front social démocrate, arrive en tête des élections municipales de Douala en 1996.
Douala, comme d'autres métropoles africaines, n'échappe pas à la violence urbaine qui explose lors d'émeutes ou de pillages. En 2000, le gouvernement met sur pied un « commandement opérationnel » pour lutter contre le banditisme à Douala, permettant de faire intervenir l'armée. Le commandement opérationnel prend la forme d'un escadron de la mort, tuant plus d'un millier de personnes en quelques mois. Il sera découvert en 2001 qu'une partie des tués n'avait pas de rapport avec le crime organisé.

## Politique et administration

### Statut et organisation administrative
Eduard von Brauchitsch est un des premiers architectes de la ville durant l'occupation allemande.
La commune mixte urbaine de Douala créée en juin 1941 par un arrêté du Gouverneur Pierre Cournarie rallié à la France Libre, est érigée en commune de plein exercice en 1955. La République fédérale du Cameroun indépendante instaure la commune à régime spécial en 1967, elle est dirigée par un Délégué du gouvernement nommé par décret présidentiel de 1967 à 2020.
La ville de Douala a depuis 1987, le statut de Communauté urbaine (eq. commune urbaine à régime spécial). Ce régime dérogatoire supprime la fonction de maire au profit d'un délégué du gouvernement nommé par la présidence. La loi constitutionnelle du 18 janvier 1996 modifie le régime de la communauté urbaine, qui reste dirigée par un délégué du gouvernement, mais qui crée également cinq communautés urbaines d'arrondissement (Douala I, II, III, IV et V) dotées de conseils municipaux élus. Depuis 2020, le Maire de la Ville de Douala est élu par les conseillers municipaux des six communes d'arrondissement.
| Communes d'arrondissement | Superficie (km2) | Population (2018) | Chef-lieu    | Centres d’État-civil secondaires |
| ------------------------- | ---------------- | ----------------- | ------------ | --- |
| Douala I                  | 26,30            | 352 275           | Bonanjo      | Akwa • Akwa Nord • Bonadoumbé • Deïdo et Akwa Nord |
| Douala II                 | 17,11            | 412 551           | New Bell     | Babylone • Kassalafam • New-Bell Congo • New-Bell Haoussa • Nkololoun • New-Bell Bandjoun • New-Bell • Youpwé |
| Douala III                | 113,00           | 1 020 061         | Logbaba      | Bassa Logbaba • Bépanda • Boko • Dibamba-Bonaloka • Dibom • Japoma • Logbessou • Madagascar II • Ndogbati I • Ndogbong • New Town Aéroport • Nylon-Bassa • Tergal • Zone Tergal • Ndogpassi III • Ngodi Bakoko                                       |
| Douala IV                 | 35,00            | 395 536           | Bonassama    | Ndobo • Ngwélé • Mambanda |
| Douala V                  | 210,00           | 859 988           | Bonamoussadi | Bangué • Bépanda Omnisport • Bépanda Petit Wouri • Cité des palmiers • Cité Sic Bassa • Kotto • Logpom • Maképé • Maképé-Missoké • Mbanya Pays-Bas • Mbengue City • PK 12 Carrefour Massoubou • Sobikago • Bépanda-Bonamoussongo • Bonamoussadi Cité |
| Douala VI                 | 368              | 8 623             | Manoka       | Bakwat • Cap Cameroun |
| Douala                    | 923              | 3 049 034         |              | |

### Liste des maires et délégués du gouvernement
Les délégués du gouvernement se succèdent à la tête de la Communauté urbaine depuis sa création en 1987, elle est dirigée par un maire élu depuis mars 2020.
| Période           | Période | Identité             | Étiquette               | Qualité                        |
| ----------------- | ------- | -------------------- | ----------------------- | ------------------------------ |
| 2001              | 2006    | Edouard Etonde Ekoto | Délégué du gouvernement | militaire (Colonel)            |
| 30 septembre 2006 | 2020    | Fritz Ntonè Ntonè    | Délégué du gouvernement | médecin                        |
| 4 mars 2020       | 2025    | Roger Mbassa Ndine   | RDPC                    | économiste, haut fonctionnaire |

### Consulats et représentations étrangères
En 2021, trente-cinq pays sont représentés à Douala, par 9 consulats généraux, 24 consulats
et une représentation, notamment pour les États-Unis, la Chine, la France, le Royaume-Uni, la Belgique, le Liban, la République centrafricaine, le Nigeria, la Guinée équatoriale.

## Population et société

### Démographie
La population de Douala est estimée à 4 millions d'habitants en 2015 avec un taux d'accroissement de 6,4 %, ce taux était estimé à 4,70 % en 2005. Elle a triplé en vingt ans de 1980 à 2000 et attire plus de 100 mille nouveaux arrivants chaque année. Douala est la ville avec le plus fort taux d'occupation dans l'Afrique centrale. Elle constitue la plus grande ville du Cameroun et parmi les 25 plus importantes agglomérations d'Afrique.
La ville tire son nom de l'ethnie qui l'a fondée, les Doualas. Néanmoins, Douala est aujourd'hui une mosaïque des différentes ethnies qui composent le Cameroun, la ville devant sa croissance récente à l'exode rural qui a poussé des centaines de milliers de camerounais à quitter leurs campagnes pour s'installer dans les villes.
La ville de Douala compte trois peuples autochtones : Les bassas, les doualas et les bakokos.
| 1884  | 1916   | 1920   | 1924   | 1927   | 1931   | 1933   | 1935   | 1937   |
| ----- | ------ | ------ | ------ | ------ | ------ | ------ | ------ | ------ |
| 5 000 | 29 400 | 26 400 | 44 500 | 54 600 | 37 000 | 52 600 | 56 500 | 79 400 |

| 1939   | 1941   | 1944   | 1947    | 1949   | 1954    | 1956    | 1976    | 1987    |
| ------ | ------ | ------ | ------- | ------ | ------- | ------- | ------- | ------- |
| 69 800 | 76 700 | 73 800 | 115 500 | 77 600 | 192 400 | 224 300 | 458 426 | 809 852 |

| 1991    | 1999      | 2005      | 2016      | 2018      | 2020      | - | - | - |
| ------- | --------- | --------- | --------- | --------- | --------- | - | - | - |
| 884 000 | 1 448 300 | 1 912 426 | 2 860 907 | 3 049 034 | 3 375 000 | - | - | - |

### Enseignement
Le département du Wouri compte 39 établissements d'enseignement secondaire publics en 2020, dont 32 lycées et 7 collèges, 23 francophones et 16 bilingues, 29 pour l'enseignement général et 10 pour de l'enseignement technique.

#### Principaux lycées techniques
- LTDB (lycée technique de Douala bassa)
- LTDN (Lycée technique de Douala Ndog-passi)
- LTDK (lycée technique de Douala koumassi)
- LYPOBO (lycée polyvalent de Bonaberi)
- LTDN(lycée technique de Douala bonadoumbe)
- LTDA(Lycée technique de Douala akwa)

#### Principaux lycées d'enseignement général
- Lycée bilingue de Logpom II
- Lycée bilingue de Bonaberi
- Lycée bilingue de Nylon Brazzaville
- Lycée bilingue de New-Bell
- Lycée bilingue de Deïdo
- Lycée de Nylon Ndog-Passi
- Lycée de Ndog-hem
- Lycée d'Akwa
- Lycée de Sodiko
- Lycée Joss
- Lycée Français Dominique Savio
- Lycée de la cité des palmiers
- Lycée de Maképé
- Lycée Mongo Joseph
- Lycée d'Akwa-Nord
- Lycée bilingue de Bépanda
- Lycée d'Oyack
- Lycée de Japoma
- Lycée de Nyalla
- Lycée bilingue de Bobongo Petit Paris
- Lycée bilingue de Mambanda.
- Lycée de PK 21
- Lycée bilingue de Bojongo
- Lycée bilingue de Nyalla
- Lycée bilingue de Delvis

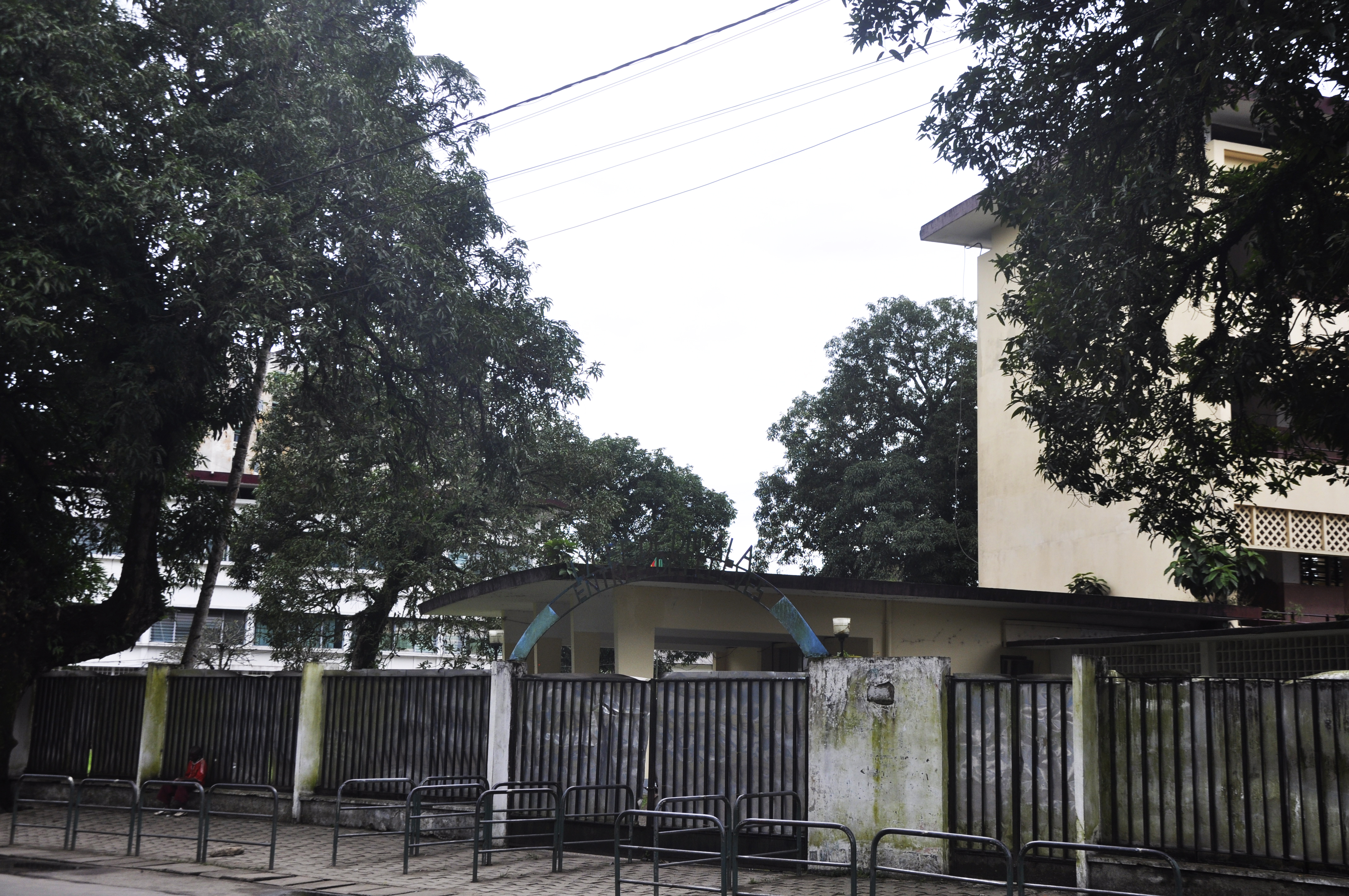
Entrée du lycée Joss.
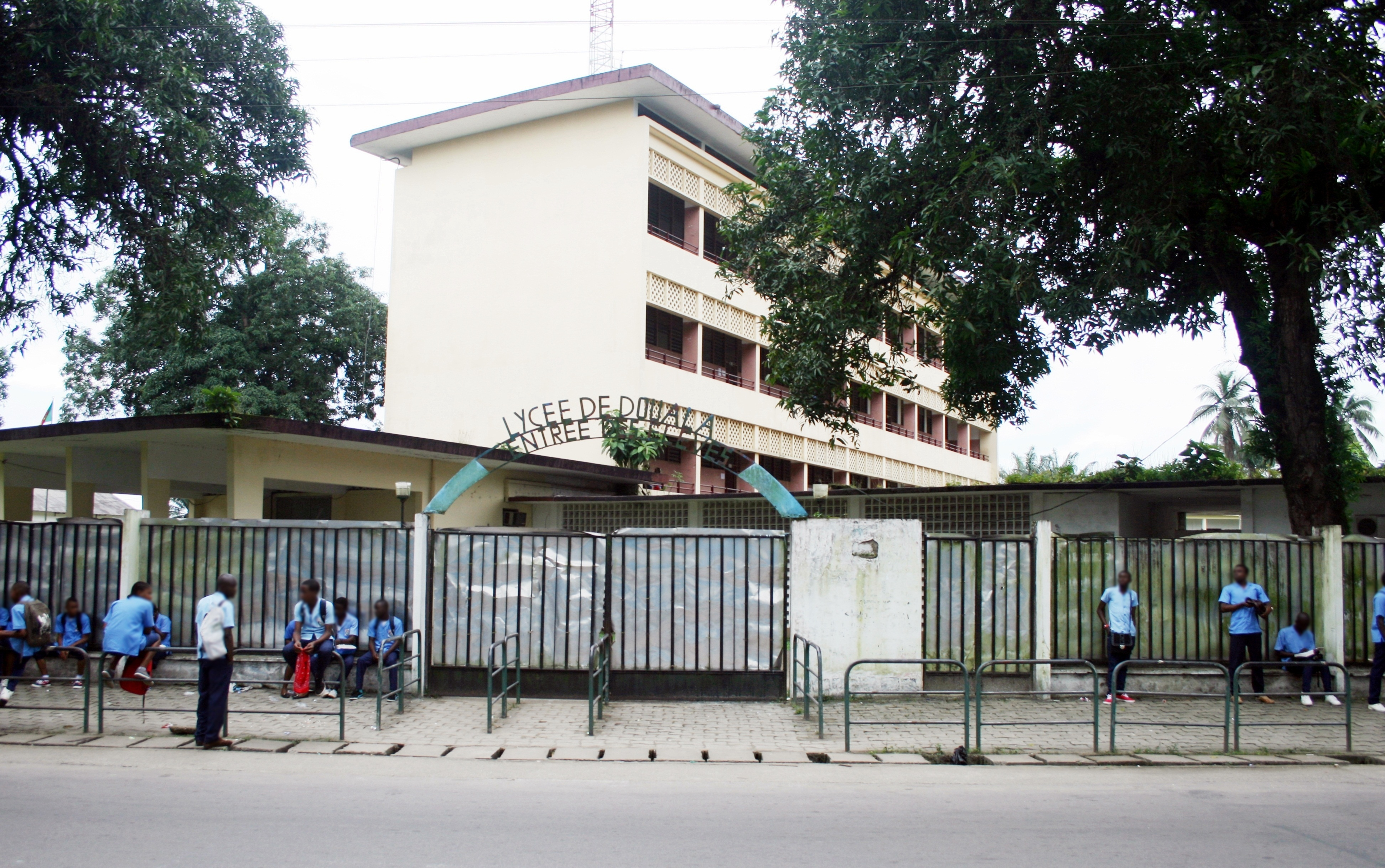
Intérieur du lycée Joss.
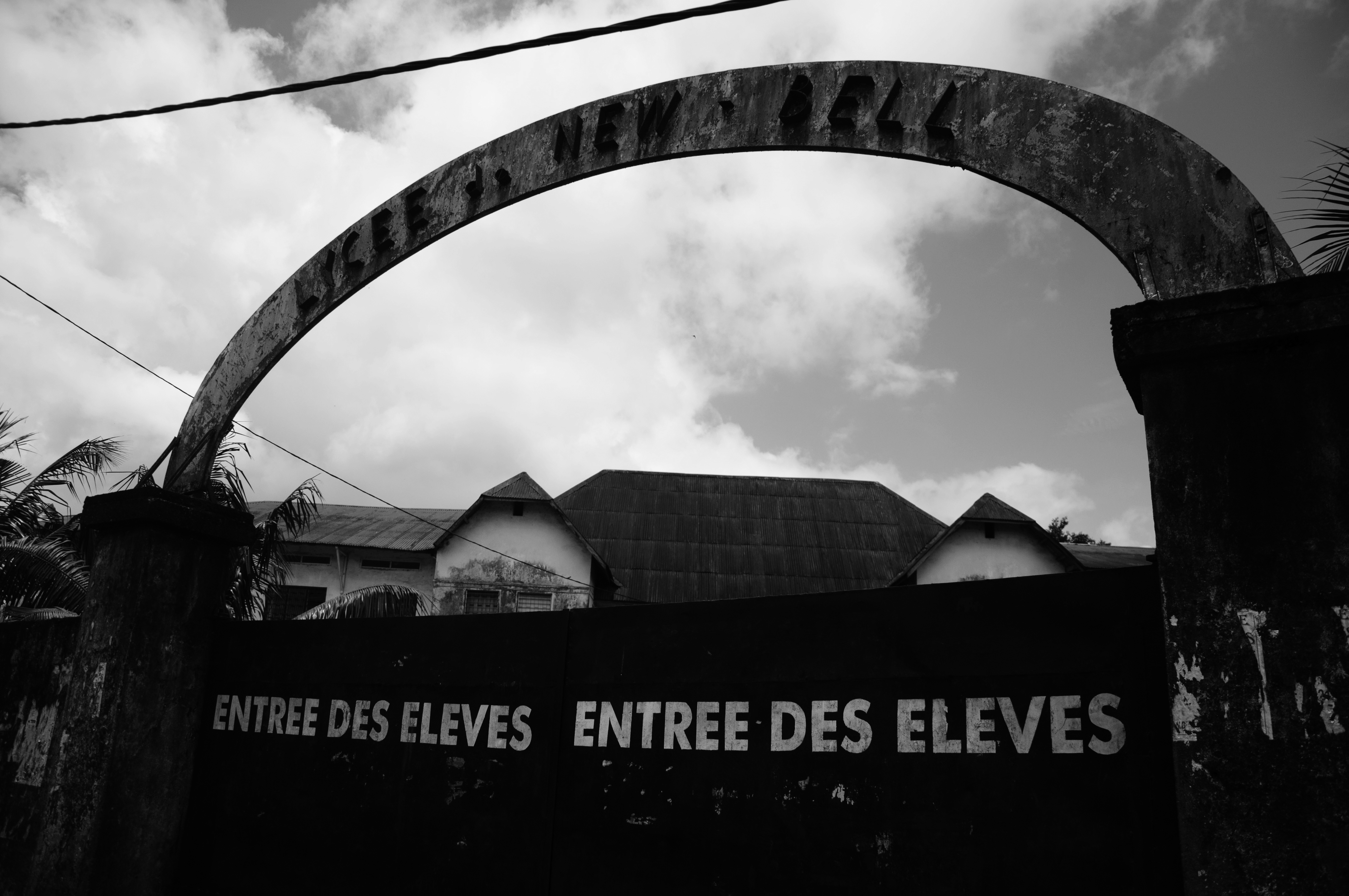
Entrée du lycée de New-Bell.
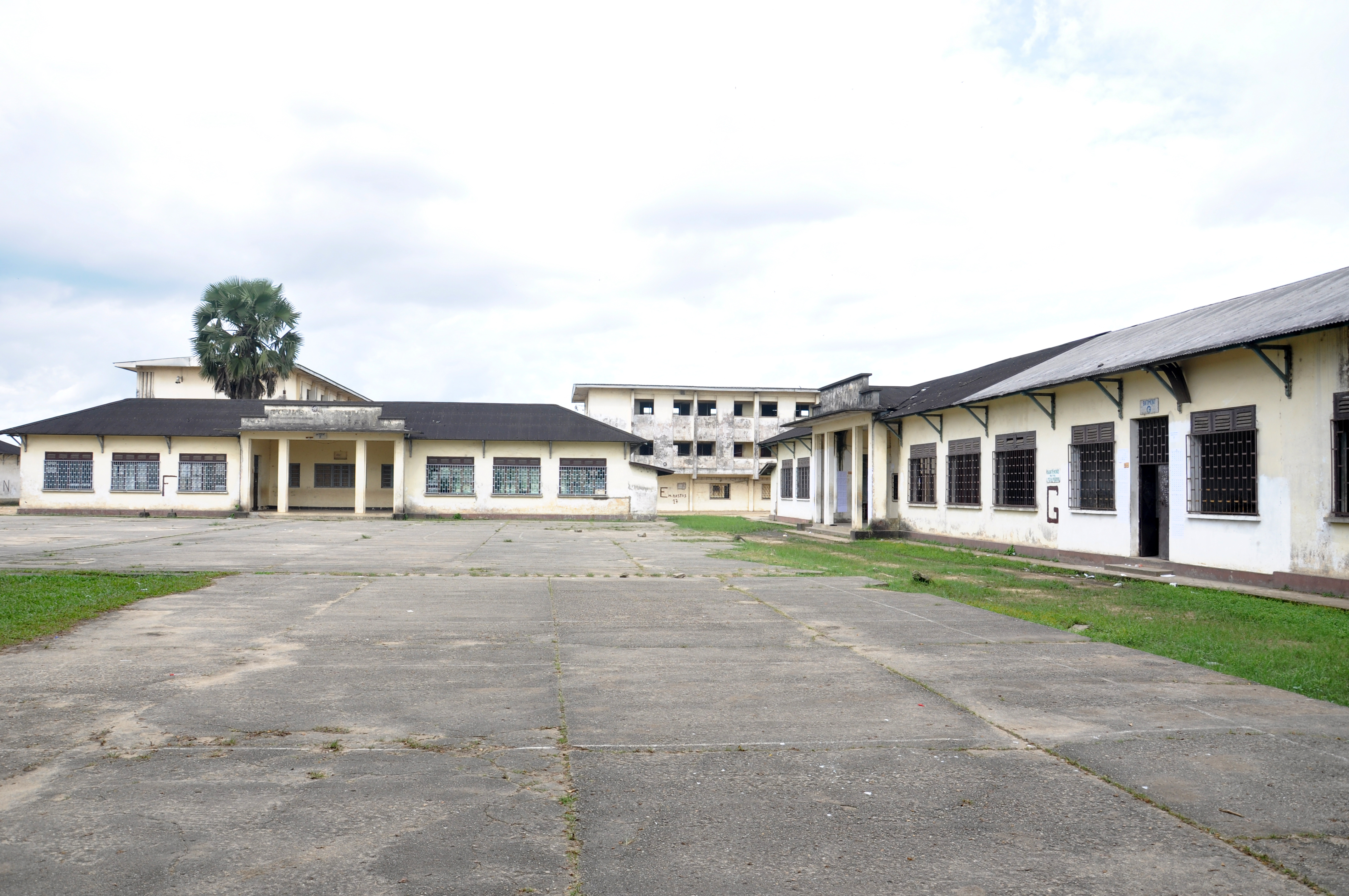
Intérieur du lycée de New-Bell.
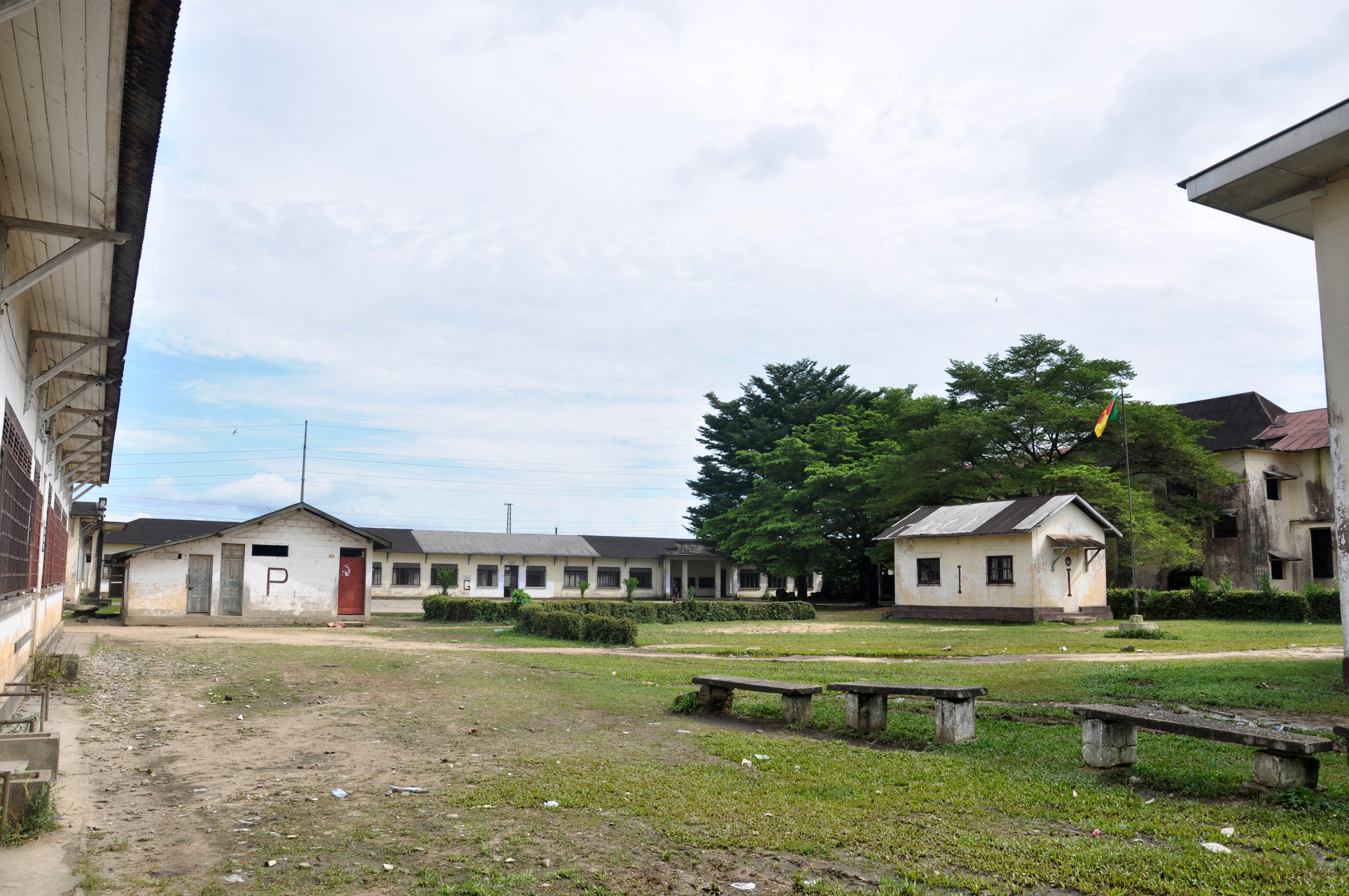
Bâtiments du lycée de New-Bell.

### Enseignement supérieur
- Université de Douala
- École nationale supérieure polytechnique de Douala
- École normale supérieure de l'enseignement technique de Douala
- Université catholique Saint-Jérôme de Douala
- Institut universitaire du golfe de guinée
- Institut universitaire de la côte
- Douala Institute of Technology
- Institut supérieur de gestion et d'hôtellerie (ISGH)
- CAE Oxford Aviation Academy Douala

### Cultes

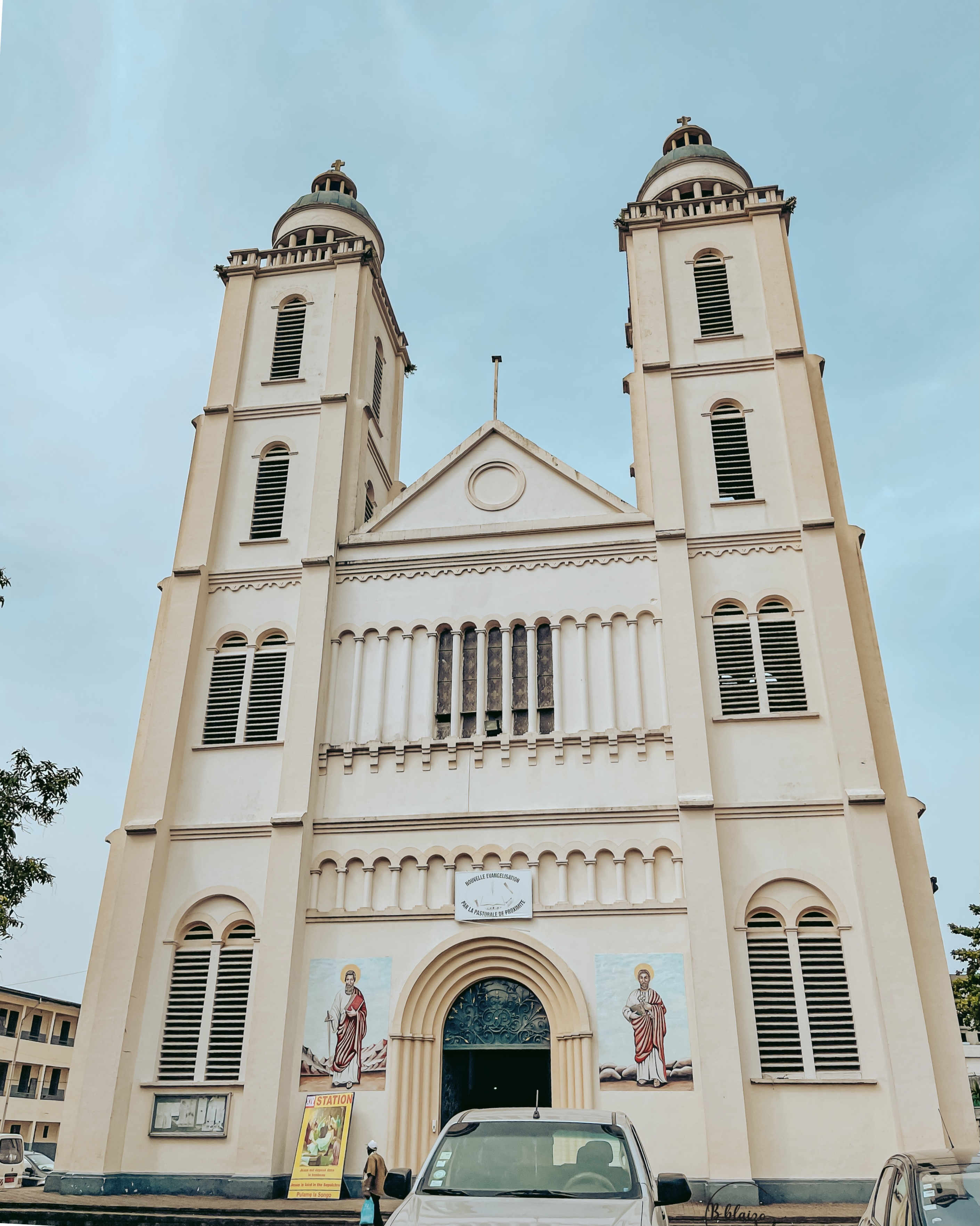
Cathédrale Saint-Pierre-et-Saint-Paul de Douala.

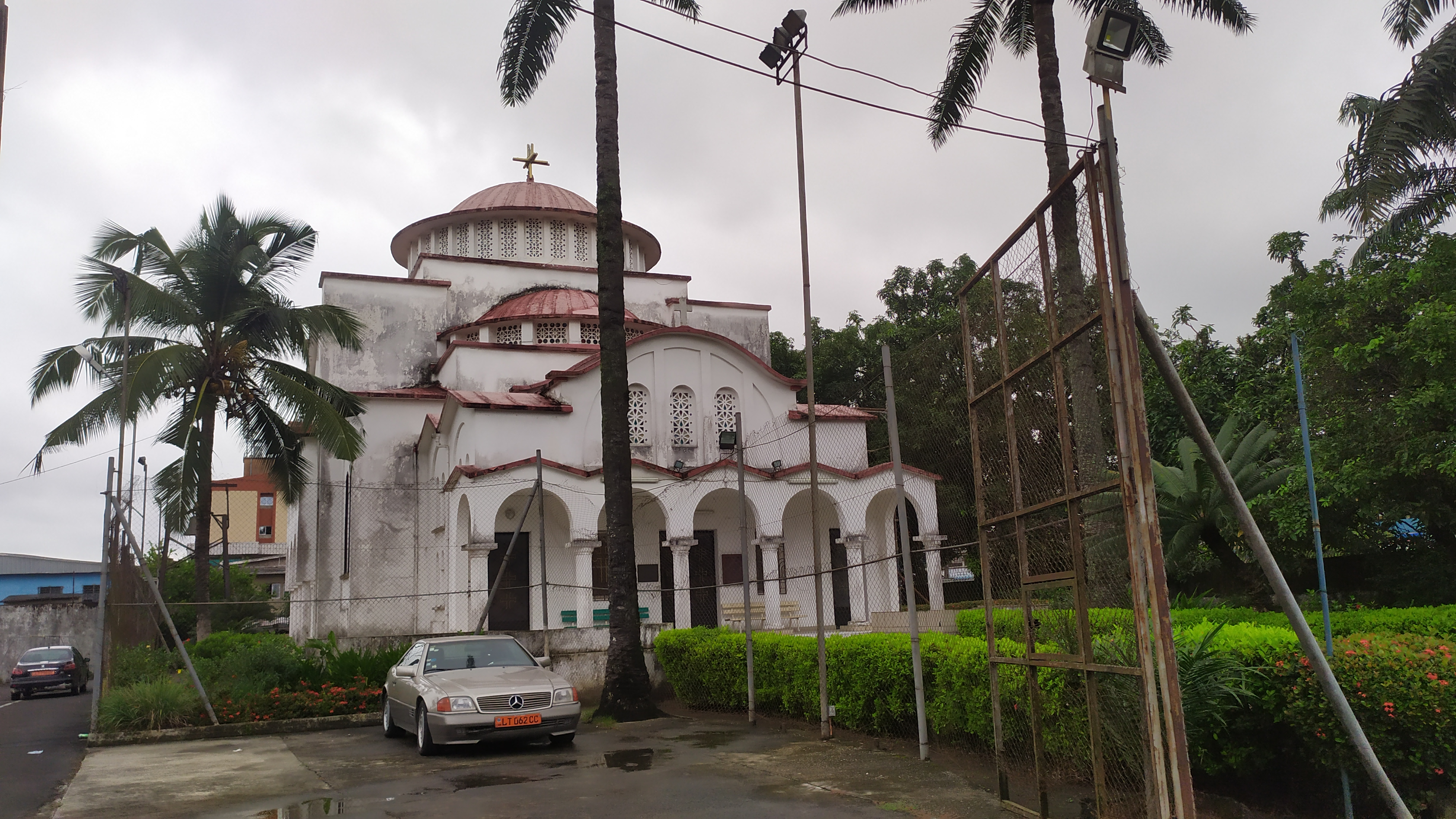
Église Orthodoxe Saint Constantin et Sainte Hélène.

Les habitants de la métropole multiconfessionnelle qu'est Douala disposent de nombreux lieux de culte, il y a principalement des églises et des temples chrétiens : Archidiocèse de Douala (Église catholique), Église évangélique du Cameroun (Communion mondiale d'Églises réformées), Église presbytérienne camerounaise (Communion mondiale d'Églises réformées), Union des églises baptistes du Cameroun (Alliance baptiste mondiale), Mission du plein évangile Cameroun (Assemblées de Dieu). Il y a aussi des mosquées musulmanes.
La Cathédrale Saint-Pierre-et-Saint-Paul construite en 1936, est le siège de l'Archidiocèse catholique de Douala, érigé en diocèse en 1955, puis archidiocèse en 1982. L'église orthodoxe est présente par l'église Saint-Constantin et Sainte-Hélène. La ville de Douala est le siège de plusieurs dénominations protestantes du Cameroun, Église évangélique du Cameroun, Assemblée chrétienne Témoins du Christ, Union des églises baptistes du Cameroun, Église baptiste camerounaise (EBC), Congrégation Baptiste Camerounaise (CBC), Église Anglicane. L'Union islamique du Cameroun (UIC) a pour siège Douala.

### Médias
Beaucoup de médias publics et privés cohabitent à Douala, qu'il s'agisse de chaînes de télévisions, de chaînes de radio ou de la presse écrite.
Quelques chaînes de télévisions camerounaises recevables à Douala ou émettant depuis Douala : CRTV, Spectrum Télévision (STV 1 et STV 2), Canal 2 international, Equinoxe TV, LMTV. Toutefois, de nombreux foyers reçoivent les chaînes télévisions étrangères grâce à la câblodistribution ou au satellite. Toutefois, il convient de préciser que la première chaîne de télévision privée a vu le jour en 1999. Il s'agit de TV Max, qui était en réalité un câblodistributeur bien que fonctionnant comme une chaîne de télévision. C'était bien avant le décret du No 158/2000 du 3 avril 2000 fixant les conditions et les modalités de création et d’exploitation des entreprises de communication audiovisuelle. Un décret qui est intervenu dix (10) ans après la loi de 90 sur la liberté de communication sociale au Cameroun.
Quelques radios camerounaises recevables à Douala ou émettant depuis Douala : FM 94, RTS, Magic FM, RTM, Radio Equinoxe, TBC, CRTV radio poste national, CRTV radio chaîne du centre, radio Venus, radio balafon, RTM, Nostalgie. Il existe dans ce sillage des radios thématiques comme Radio Environnement (qui s’occupe de la protection de la nature et dirigée par l’UICN Afrique centrale), Radio « Il est écrit », Radio Bonne Nouvelle, Radio Vie Nouvelle, Radio Véritas, Radio Reine, Voice of the Cross, etc. (des radios chrétiennes).
Quelques journaux écrits camerounais accessibles à la population de Douala : Cameroon Tribune, Le Messager, Mutations, La Nouvelle Expression, Le Jour, Repères, Ouest Littoral.
Quelques sites d'information en ligne accessibles à la population : africapresse.com, cameroononline.org, camerounvoice.com, ka-media.org
Depuis 2005, le champ médiatique camerounais connait un dynamisme sans précédent avec une démultiplication des médias de divers ordres (radios, presse écrite, télévision, médias cybernétiques). Ce dynamisme semble aussi se remarquer au niveau de l'expression. Au Cameroun, on observe des cadres d'expression assez pluriels et même diversifiés. Comme lieu d'échanges, de discussion ou de débats, l'espace public tel qu'il émerge prend aussi des formes particulières. Comme le relève Owono Zambo, « on peut distinguer le cadre formel de l’espace public (différents médias) du cadre informel (débits de boisson, marchés, associations féminines, etc.)».

## Culture et patrimoine

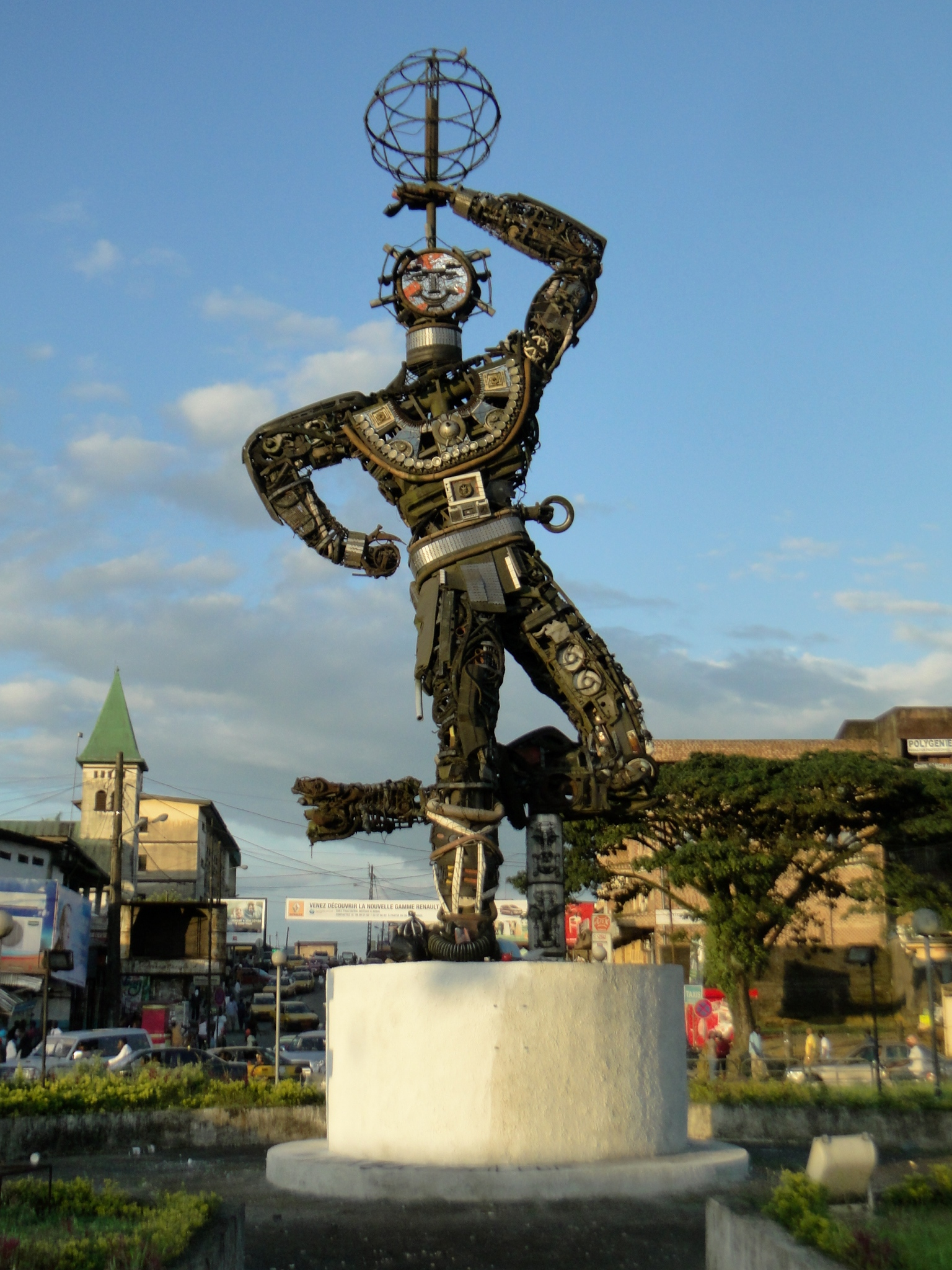
Rond-point Deïdo, statue de la nouvelle Liberté dite Ndjoundjou (monstre).

L’architecture de Douala est fortement influencée par la présence de nombreuses demeures et bâtisses construites sous l'occupation allemande qui subsistent encore çà et là, dans des quartiers tels qu’Akwa, Bonanjo, Bali, Deido. On note toutefois que le paysage tend à se moderniser avec la construction de multiples immeubles depuis le début des années 2000.

### Statue de la nouvelle Liberté
Restauré en 2007 et présenté au Salon urbain de Douala 2007. La sculpture est considérée comme l'un des symboles de la ville. 

### Patrimoine architectural
La Maison du Parti à Bonanjo est un bâtiment historique situé dans le quartier chic de la capitale.

### Tourisme

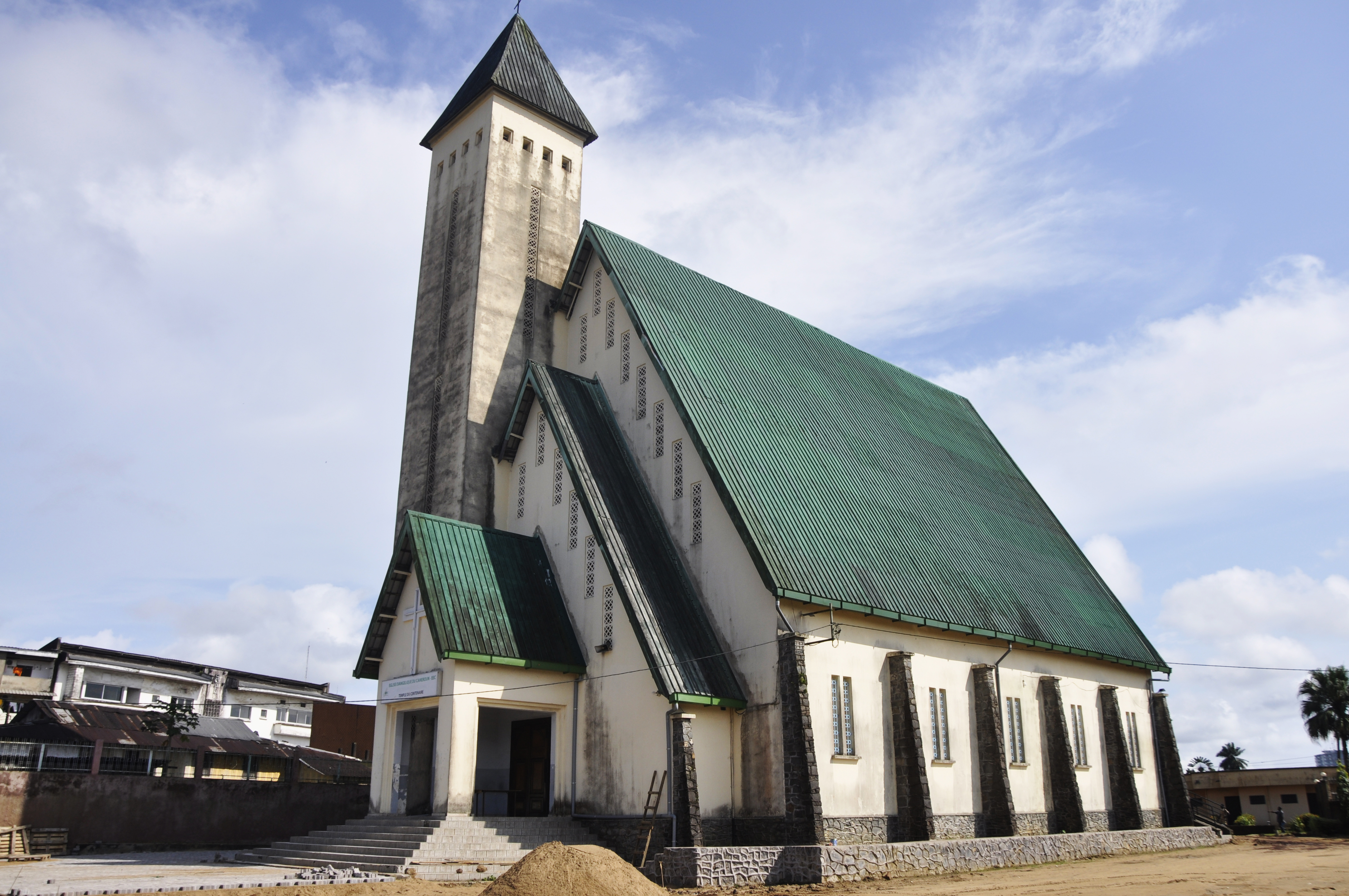
Le temple du centenaire.

Douala comte aussi plusieurs lieux touristiques comme :
- Le Temple du centenaire
- La Nouvelle Liberté
- La Cathédrale Saint-Pierre et Saint-Paul
- Le Palais des anciens rois Bell (la Pagode)
- Le musée maritime national
- L’espace Doual’Art
- La Galerie MAM

### Langues
Ville cosmopolite attirant les populations de diverses ethnies camerounaises et d'Afrique centrale, plusieurs langues vernaculaires y sont parlées, aux côtés des langues autochtones telles que le douala et le bassa.
La ville de Douala comporte une forte minorité anglophone originaire des régions du Nord-Ouest et du Sud-Ouest du Cameroun ainsi que du Nigeria et d’autres pays d’Afrique anglophone.
En 2014, 63,7 % des habitants de Douala de 15 ans et plus savent lire et écrire le français tandis que 76,4 % savent le parler et le comprendre.
| Population totale estimée en 2019                    | 4 110 000 |
| Population de 15 ans et plus estimée en 2015         | 1 790 000 |
| Pourcentage sachant lire et écrire le français       | 63,7 %    |
| Pourcentage sachant parler et comprendre le français | 76,4 %    |
| Nombre de francophones analphabètes estimé en 2015   | 227 330   |

## Transports
Les déplacements urbains sont marqués par l'encombrement et la congestion de la voirie, ils sont assurés par les transports informels tels que les moto-taxis, les taxis partagés et les mini-bus appelés cargos. D'autre part la Socatur (Société camerounaise de transport urbain) exploite une dizaine de lignes de bus. L’Aéroport international de Douala relie la ville par vols commerciaux à de nombreuses grandes métropoles africaines, et à l'Europe par Paris et Bruxelles.
La gare ferroviaire de Douala dessert par le Transcamerounais vers l'est Yaoundé puis Ngaoundéré, et vers le nord et l'ouest, Kumba. Nkongsamba n'est plus desservie par le rail depuis 1991.
La mairie de douala avait annoncé un projet de tramway en cours qui fera 18km et qui devrait être en chantier au cours de 2024.

## Économie

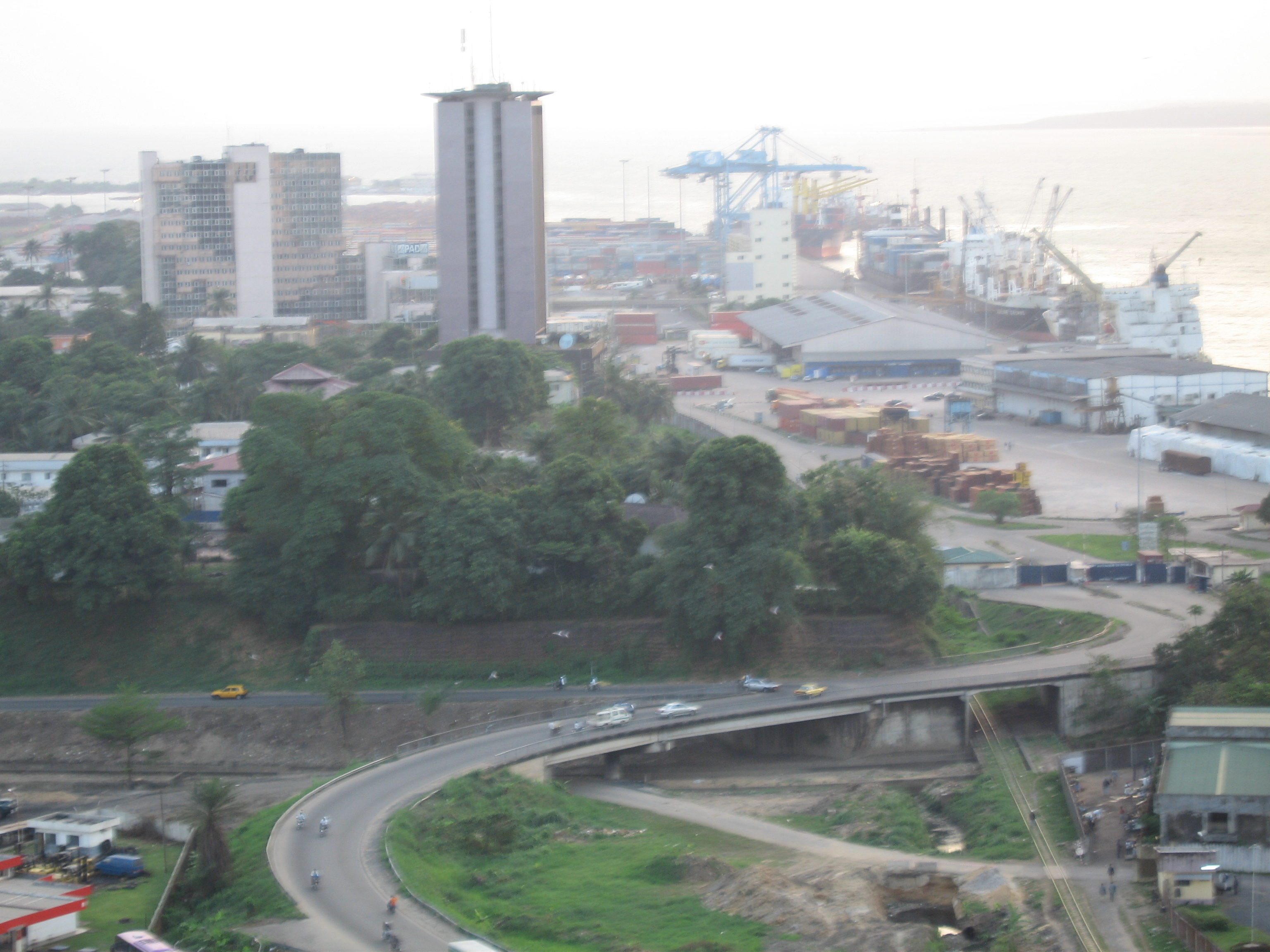
Bonanjo et le port de Douala.

Douala est la plus grande ville du pays.
L'activité économique est intense et très diversifié on peut compter notamment du commerce des produits de première nécessité aux grandes firmes industrielles du pays notamment les directions générales UCB, SOCAVER, SABC, MTN, ORANGE, UBA et bien d'autres encore ; pour ainsi faire de la ville de Douala la ville la plus lucrative du pays.[réf. nécessaire]

### Le port de Douala
La ville de Douala s’est imposée comme capitale économique du pays par son port qui a permis le développement de près de 80 % de l’activité industrielle du Cameroun. À lui seul, le port draine plus de 95 % du trafic portuaire du pays.
Le port de Douala-Bonaberi est jusqu’à ce jour[Quand ?] la principale ouverture maritime du Cameroun et de la Communauté économique d'Afrique centrale, CEMAC.
Les principaux produits exportés sont le bois (du Cameroun et de Centrafrique), les fruits (notamment les bananes) et le pétrole.

### Les grandes entreprises
Les plus grandes entreprises du pays ont installé leurs sièges sociaux à Douala plutôt qu'à Yaoundé.
La ville abrite également le siège du Centre africain de recherches sur bananiers et plantains.

### Corruption et lourdeurs administratives
La corruption, omniprésente au Cameroun, entrave le développement économique de Douala. Le transport de marchandises est régulièrement pris pour cible, puisque, par exemple, sur l'axe Douala-Bojongo via Buea, on ne compte pas moins de 33 postes de contrôle où il devra payer en moyenne 1 000 francs CFA de « taxe parafiscale. Ainsi, selon Niels Marquartd, ancien ambassadeur des États-Unis au Cameroun, la corruption au Cameroun décourage l'investissement dans le pays.
Par ailleurs, le GICAM, syndicat patronal du Cameroun se plaint quant à lui du harcèlement fiscal et douanier dont seraient victimes les entreprises.

## Personnalités liées à Douala
- Rudolf Douala Manga Bell (1873-1914), roi douala
- Louis Brody (1892-1951), acteur allemand
- René Douala Manga Bell (1927-2012), prince et chef traditionnel douala[45]
- Isaac Moumé Etia (1889-1939), 1er écrivain camerounais d'expression française et haut fonctionnaire
- Paul Soppo Priso (1913-1996) industriel et homme d'affaires camerounais.
- Léopold Moumé Etia (1913-2004), Syndicaliste, Homme politique et Écrivain
- Abel Moumé Etia (1919-2004), Ingénieur météorologue, haut fonctionnaire et Écrivain
- Francis Bebey (1929-2001), auteur, compositeur.
- Manu Dibango (1933-2020), musicien, saxophoniste et chanteur, world jazz, ethno-jazz.
- Jean-Pierre Dikongué Pipa (1940-), cinéaste.
- Joseph Bessala (1941-2010), boxeur, premier médaillé olympique camerounais (1968).
- Patrick Baudry (1946-), deuxième astronaute français et premier astronaute du continent africain
- Ntonè Ntonè Fritz (1954-), délégué du gouvernement
- Philomène Nga Owona (1959- ), colonelle de l'armée camerounaise.
- Élise Mballa (1961-), chorégraphe
- Angèle Etoundi Essamba (1962-), photographe
- Narcisse Mouelle Kombi (1962-), écrivain et ministre
- Céline Koloko Sohaing (1966-), femme d'affaires
- Petit-Pays (1967-), chanteur, auteur-compositeur et danseur-chorégraphe
- Blaise Bang (1968-), artiste plasticien
- Hemley Boum (1973-), romancière
- Achillekà Komguem (1973-), peintre, sculpteur et vidéaste
- Aimé-Issa Nthépé (1973-), athlète
- Françoise N’Thépé (1973-), architecte
- Jean-Alain Boumsong (1979 -), footballeur
- Pierre Womé (1979-), footballeur
- Samuel Eto'o (1981-), footballeur
- Fabrice Dicka (1982-), joueur de rugby à XV
- Danielle Eyango (1982-), juriste, poétesse et écrivaine
- Christian Ngan (1983-), entrepreneur, homme d'affaires et financier
- Emmanuel Ngom Priso (1984-), athlète
- Killamel (1984-), rappeur
- Véronique Mang (1984-), athlète
- Irma Pany (1988-), chanteuse
- Téclaire Bille (1988-2010), footballeuse
- Paul-Georges Ntep (1992-), footballeur
- Pascal Siakam (1994-), joueur de la National Basketball AssociationRemise des clés de la Ville en 2013 au Dr Lambert Sonna Momo.
- Alain Foka (1964-), journaliste camerounais.
- Ajara Nchout (1993-), footballeuse camerounaise.
- Hervé Nguetchouang (1987-), acteur.
- Lambert Sonna Momo, (1970-), citoyen d'honneur de la ville
- Koyo Kouoh (1967-), conservatrice de musée et productrice camerounaise.
- Serge Yanic Nana (1969-), expert financier camerounais.
- Duplex Éric Kamgang, entrepreneur camerounais.
- Esther Omam, militante camerounaise des droits de l'homme, née à Douala.
- Charity Ekezie, TikTokeuse et journaliste nigériane, née à Douala en 1991,
- Laïssa Armelle Pamou (1994-), journaliste, animatrice, auteure, scénariste

## Jumelage et coopération internationale
Douala est jumelée avec plusieurs villes dans le monde, :
| - Trieste (Italie) depuis 1971 - Philadelphie (États-Unis) depuis 1986 - Dakar (Sénégal) depuis 1994 - Strasbourg (France) - Akhisar (Turquie) - Newark (New Jersey) (États-Unis) | - Taiyuan (Chine) depuis 1999 - Windhoek (Namibie) depuis 2000 - Ouagadougou (Burkina Faso) depuis 2012 - Agadir (Maroc) depuis 2013 - Sfax (Tunisie) depuis 1997 - Durban (Afrique du Sud) depuis 2015 |

## Galerie

Ville
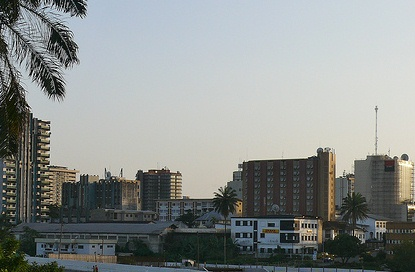
Panorama de la ville.
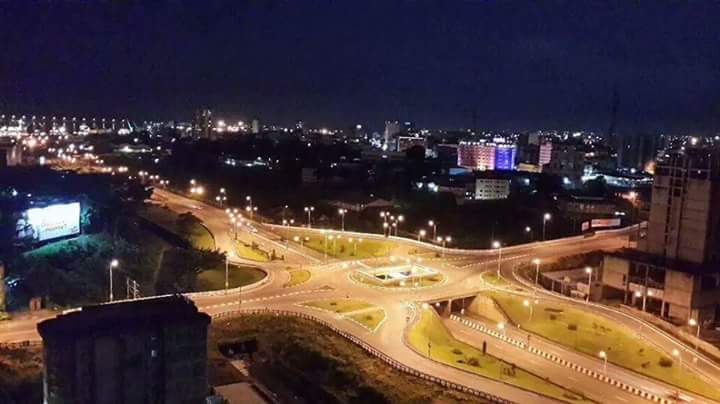
Pont Joss.
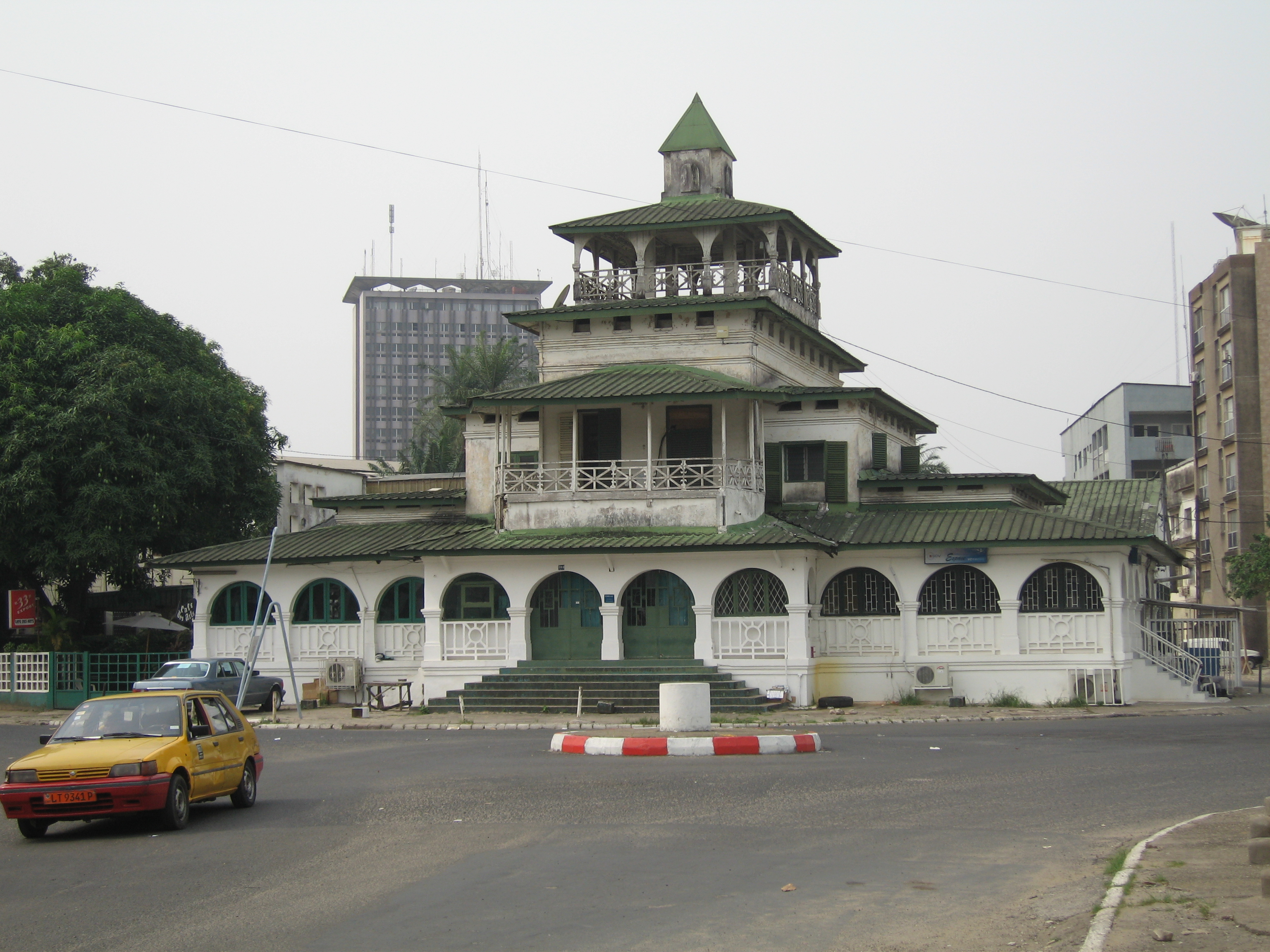
Palais des rois Bell

Travail dans la ville
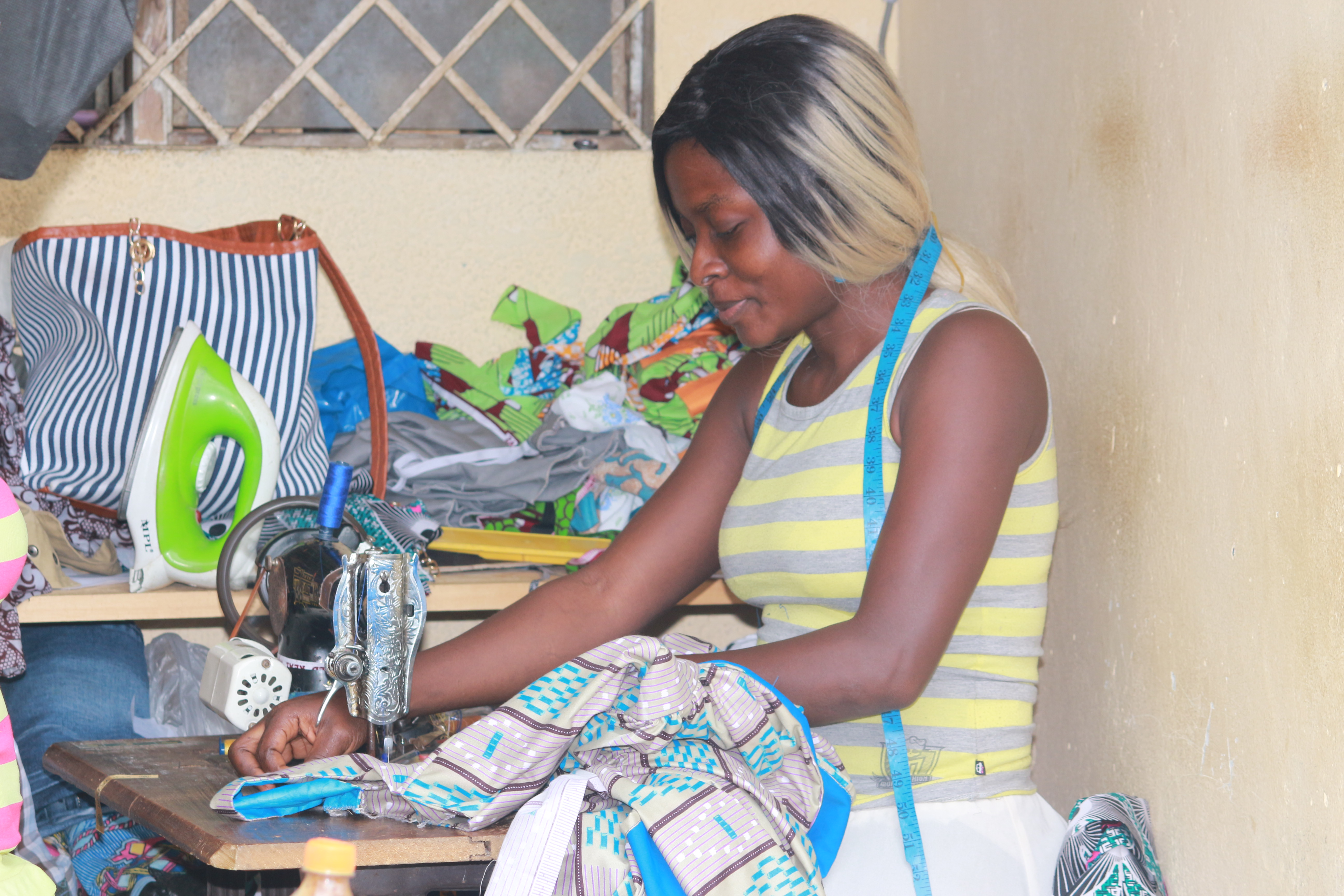
Couturière.
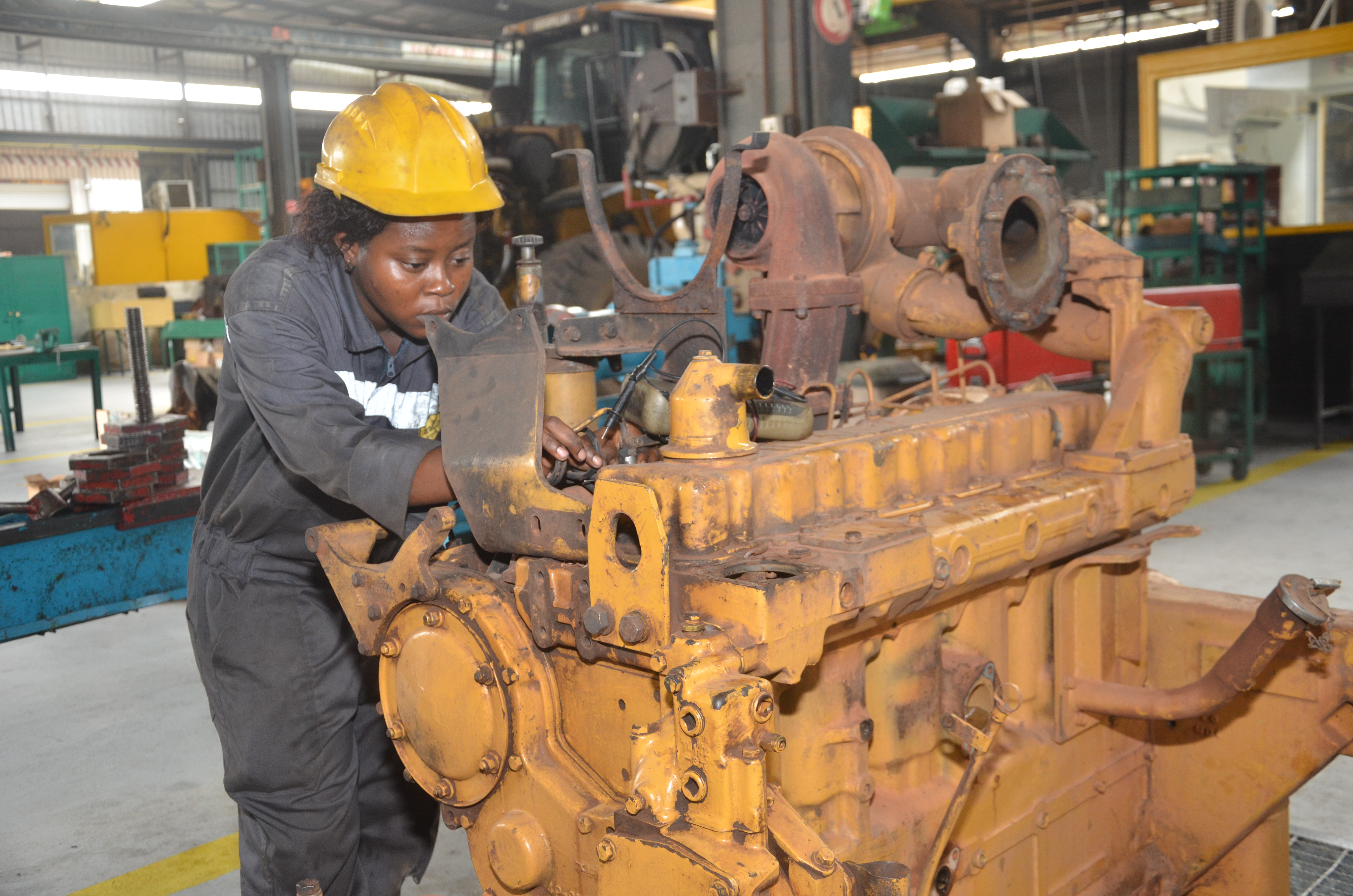
Mécanicienne.
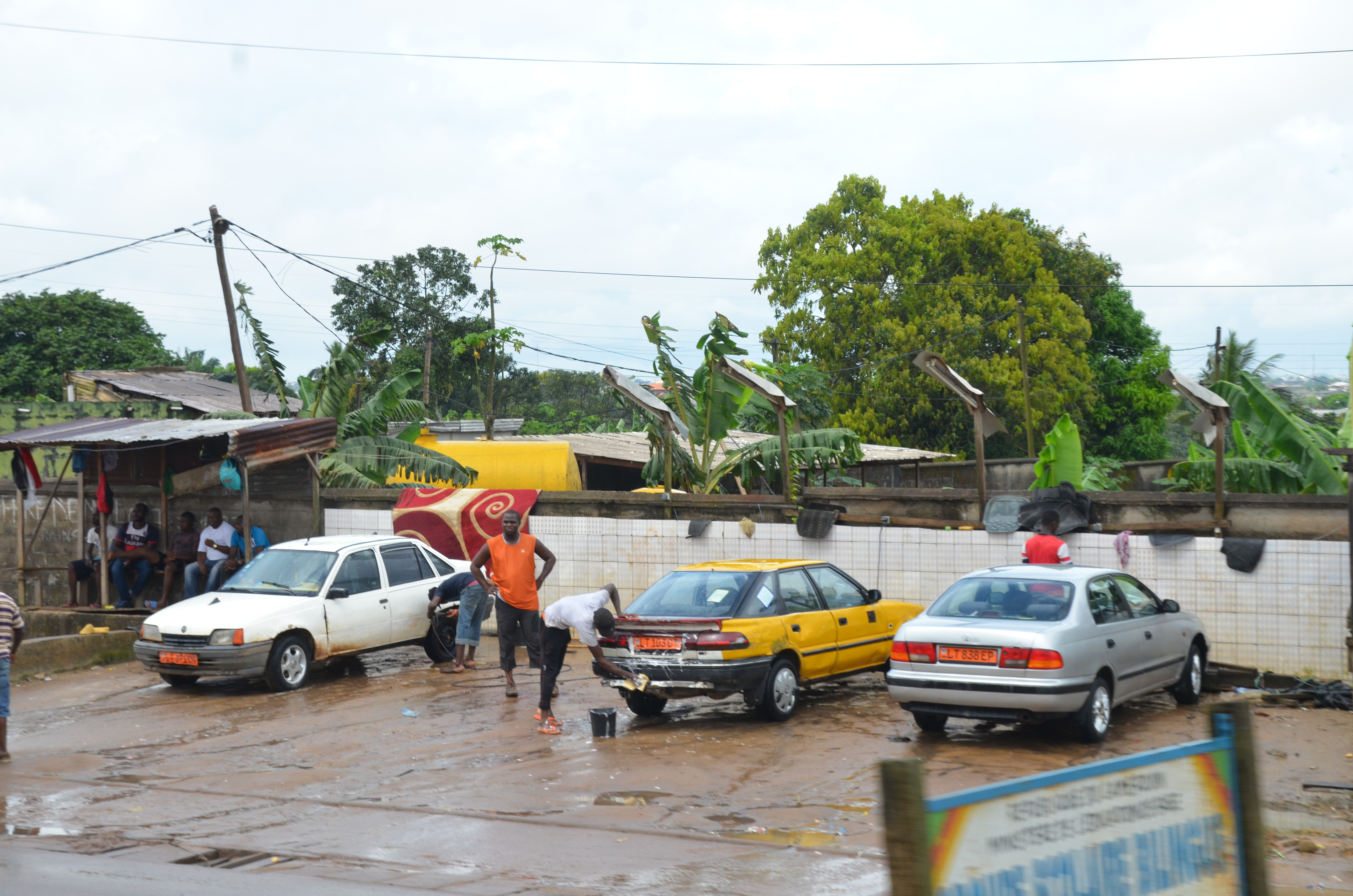
Laveur de voitures.
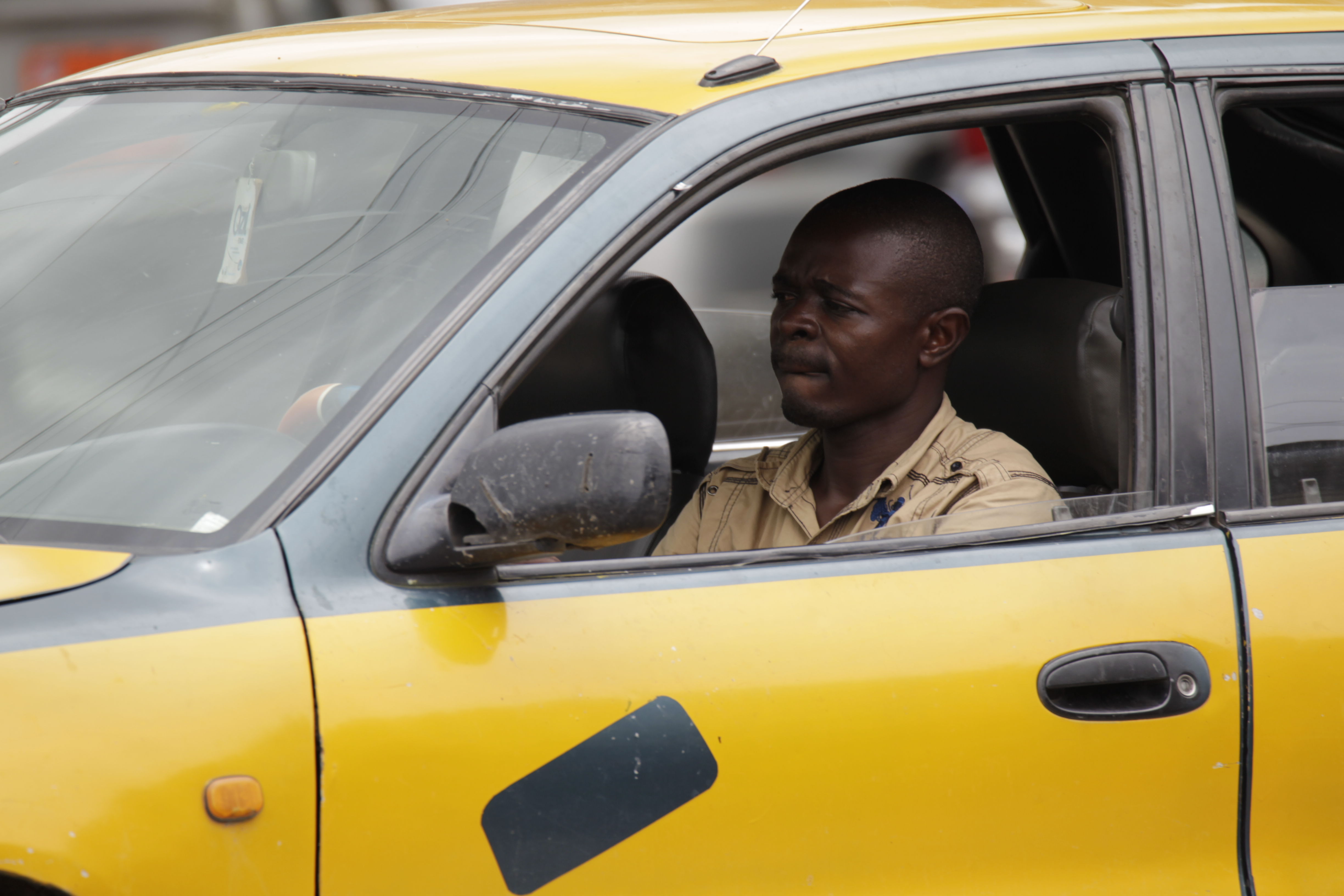
Chauffeur de taxi.
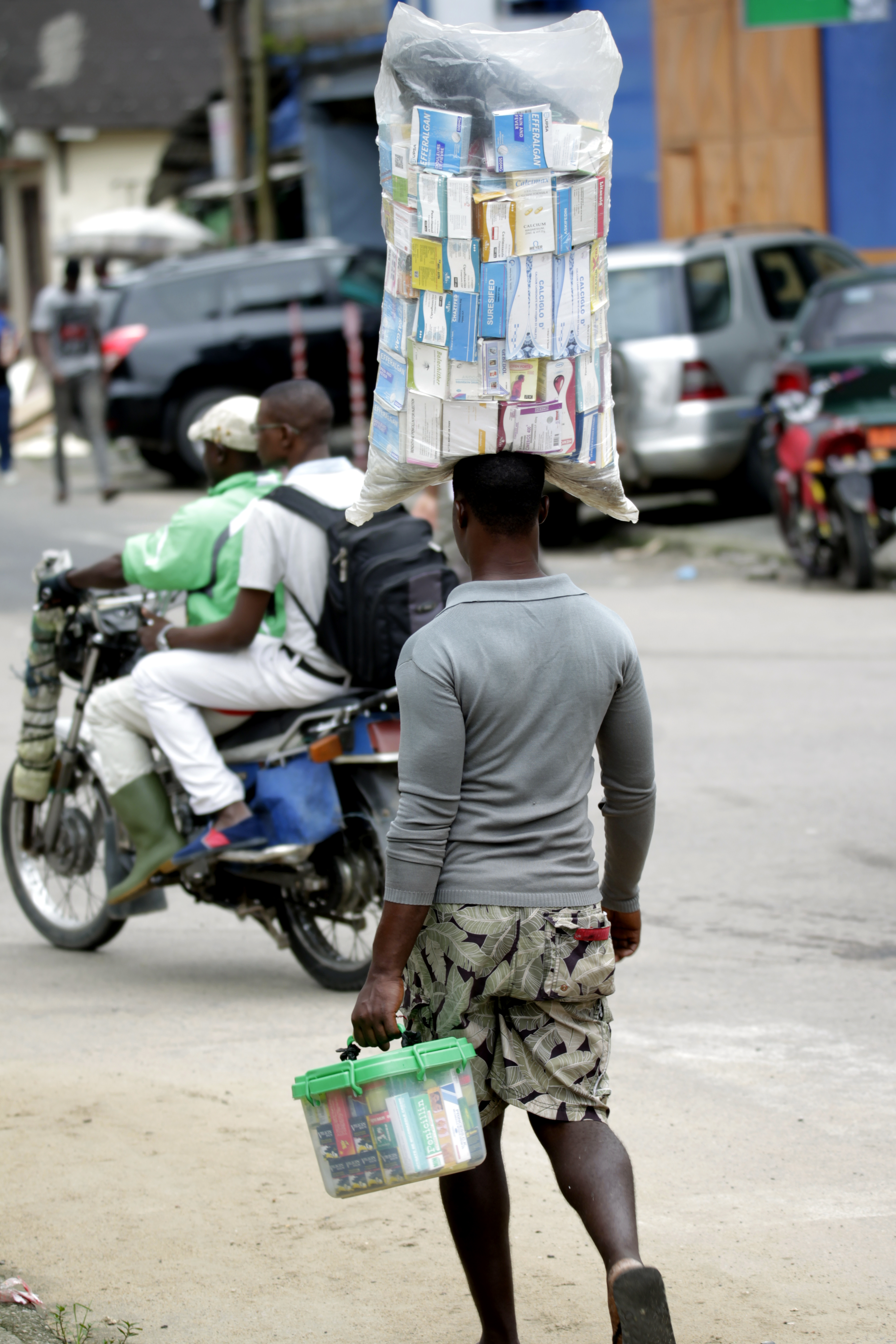
Commerçant de médicaments.
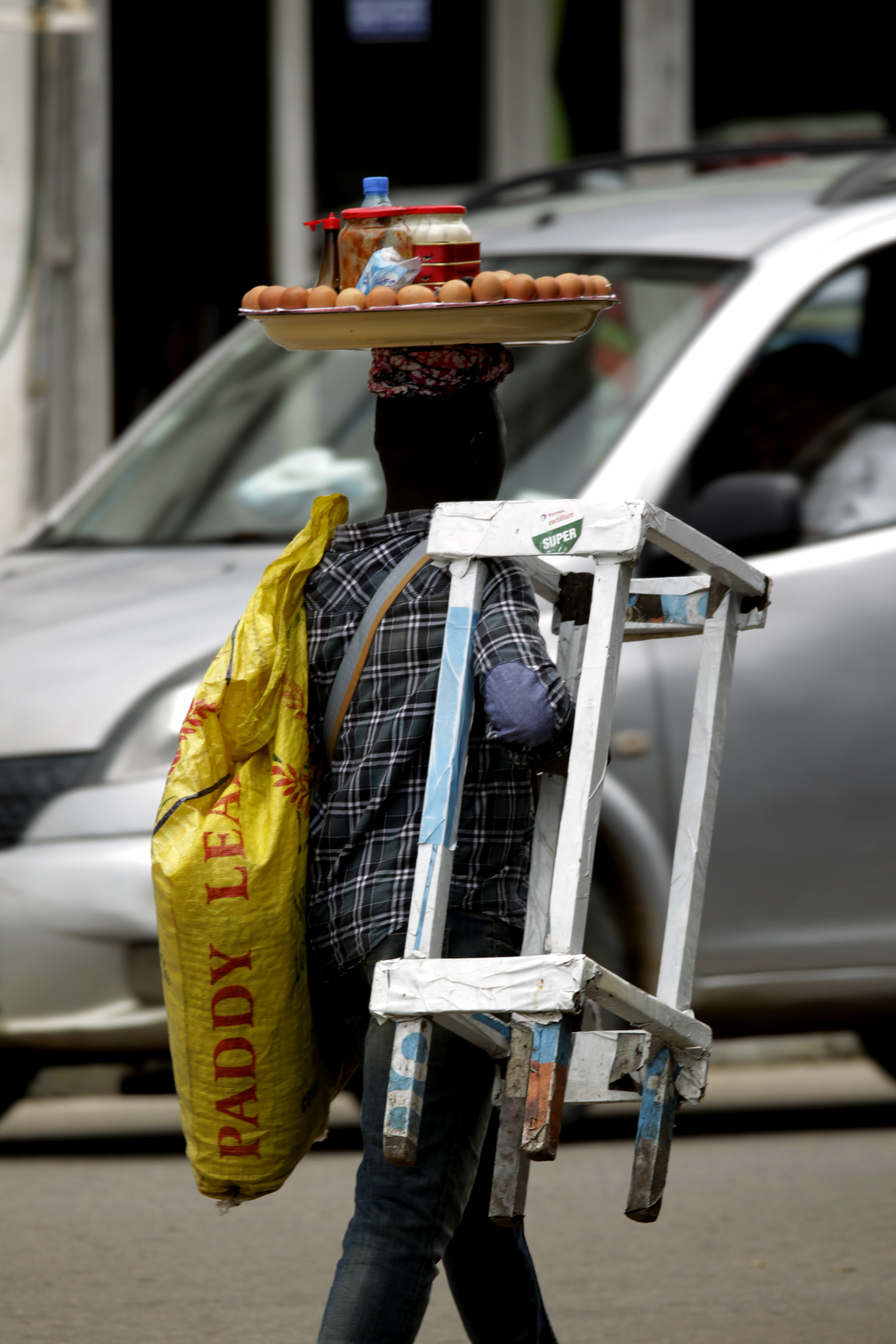
Vendeur à la sauvette.
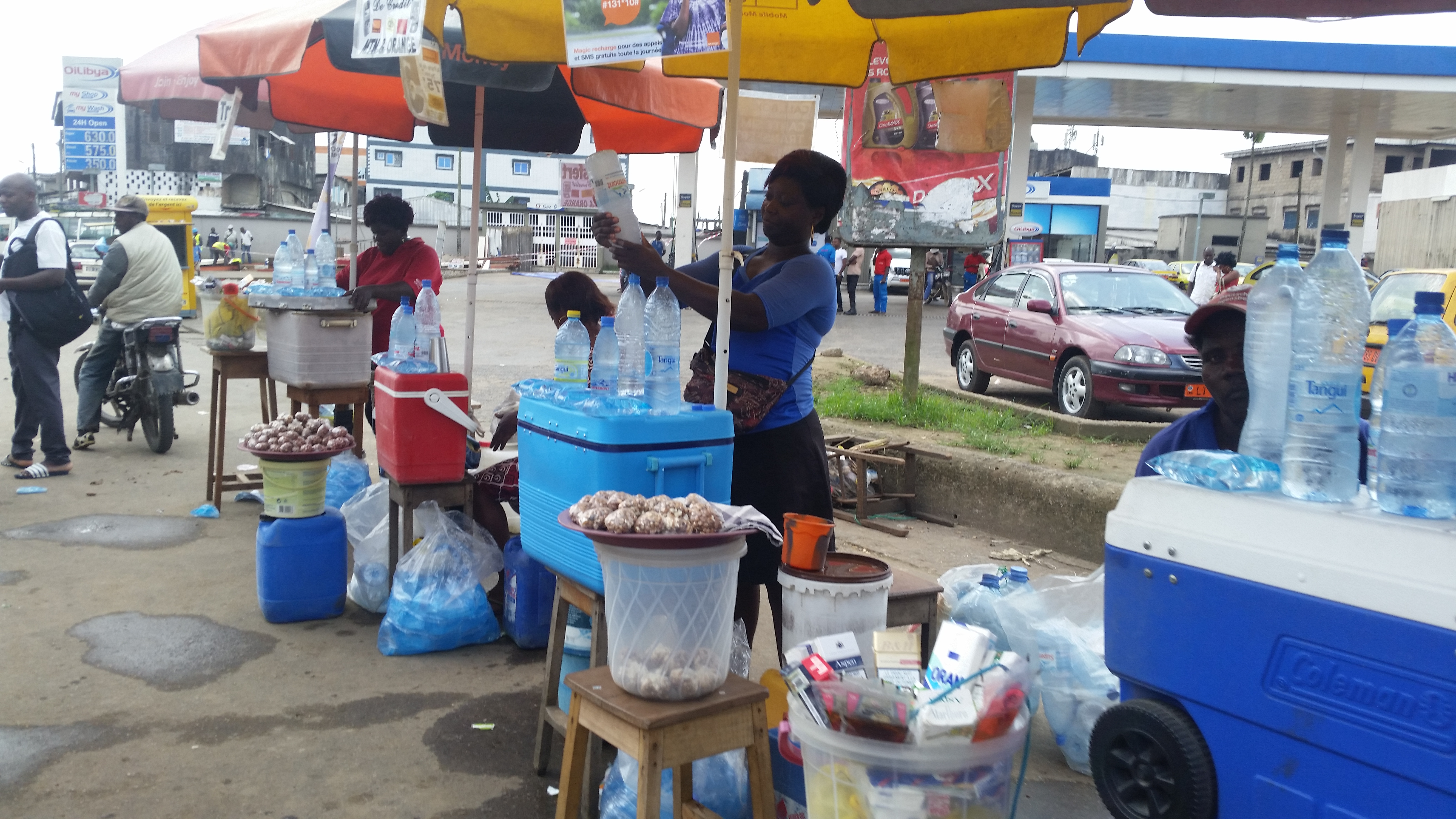
Commençantes d'eau glacée.
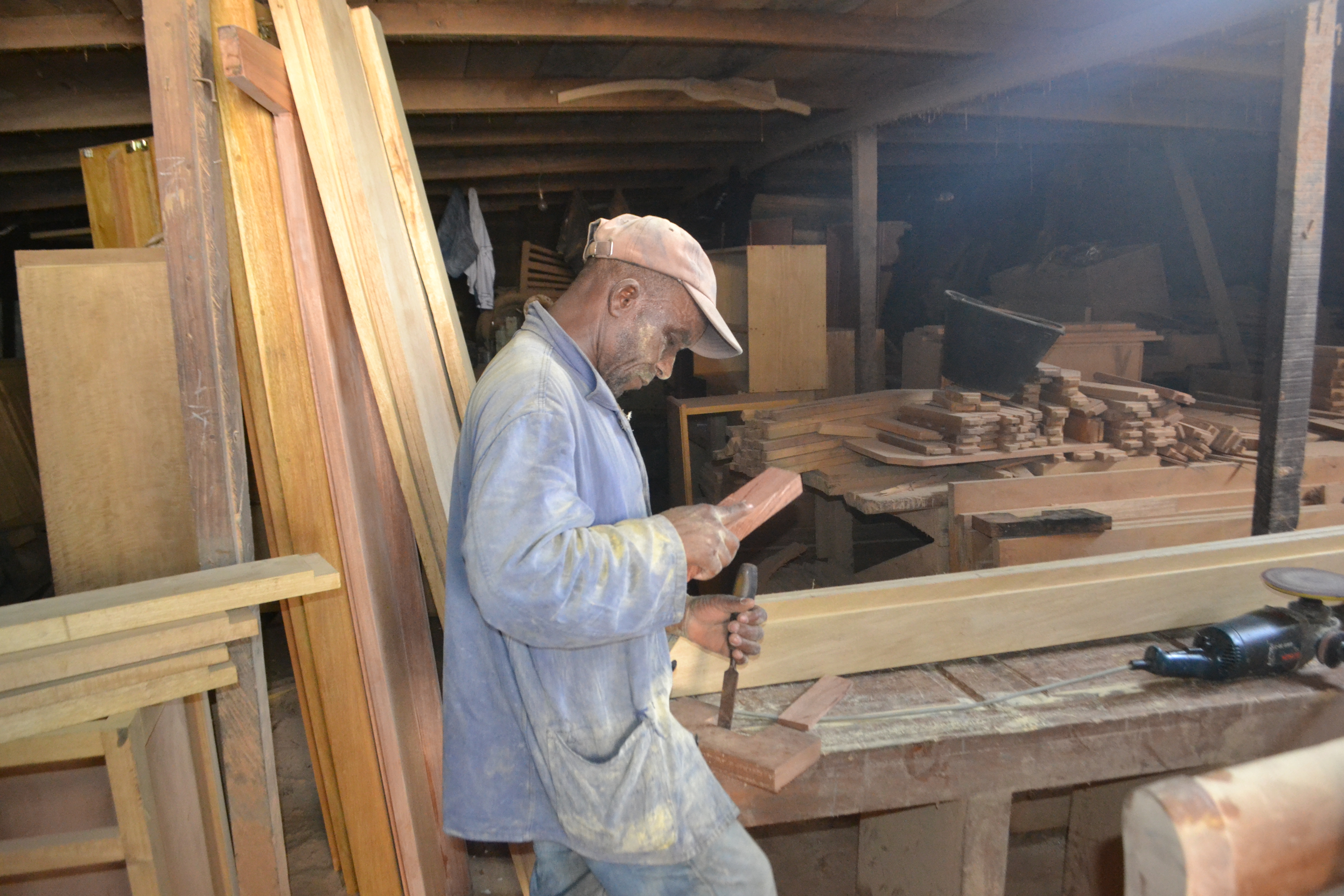
Charpentier.
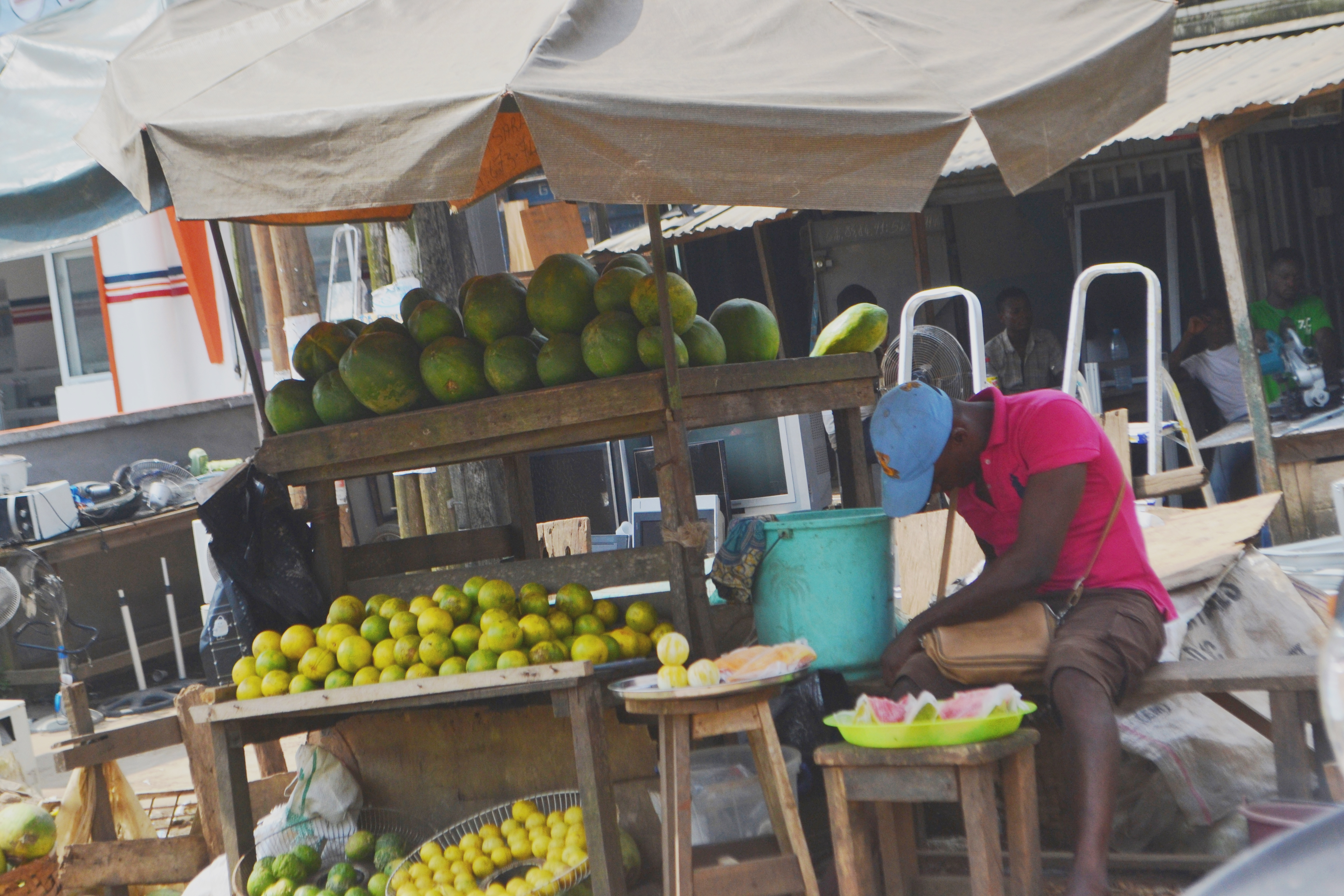
Marchand de fruits.
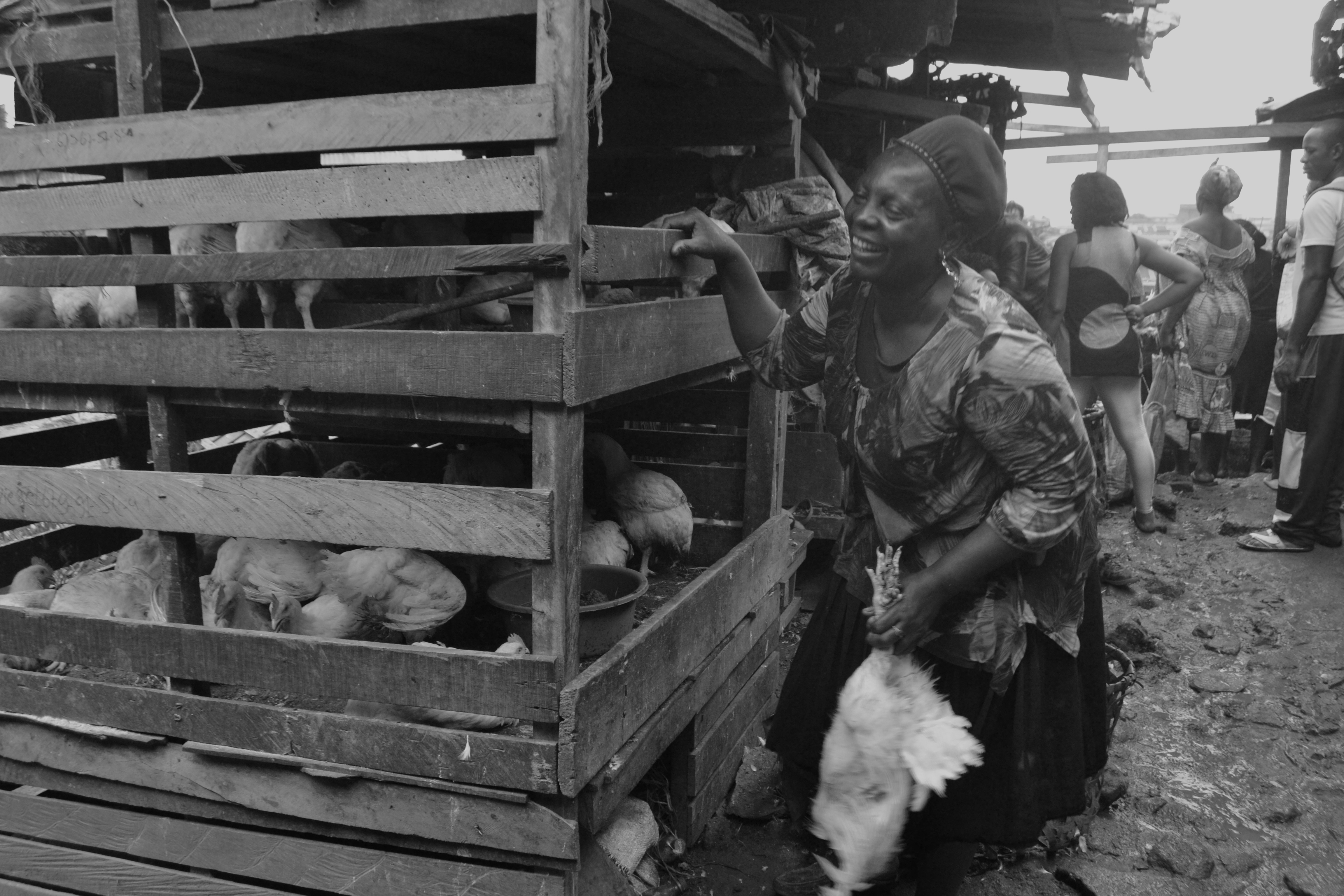
Vendeuse de poulet au marché des poulets, Makepe.
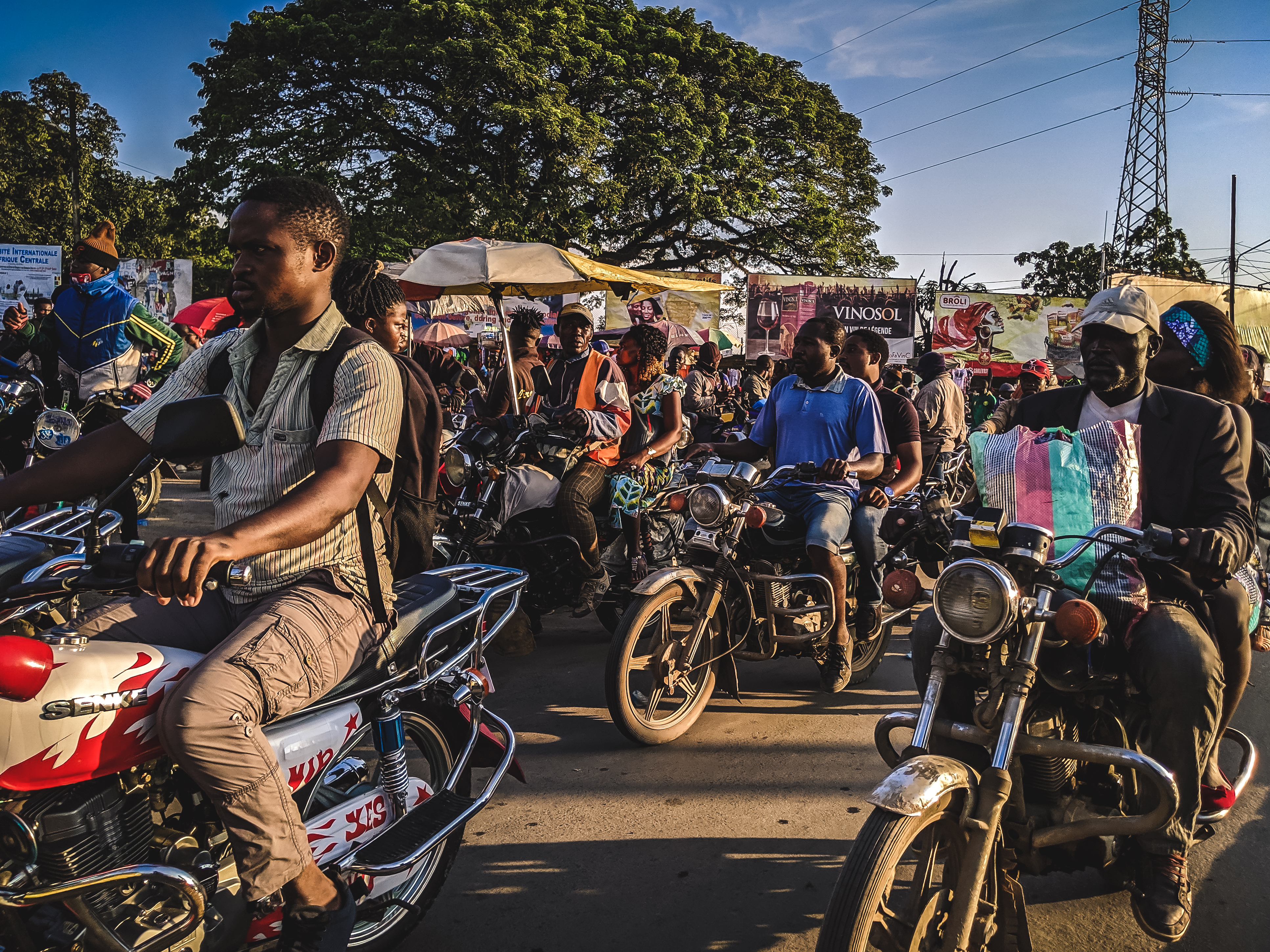
Chauffeurs de moto.